# Західний фронт (Перша світова війна)
За́хідний фронт Пе́ршої світово́ї війни́ (1914—1918) — воєнні дії, що тривали на території Західної Європи з серпня 1914 до листопада 1918 року під час Першої світової війни. Географічно Західний фронт (Західноєвропейський театр воєнних дій) охоплював Бельгію, Люксембург, німецькі Ельзас, Лотарингію та рейнські провінції, а також північний схід Франції. Зі сходу зона бойових дій обмежувалася Рейном, з півночі — нейтральними Нідерландами, із заходу — морським узбережжям від гирла р. Шельди до гирла р. Сени і з півдня — умовною лінією р. Сена—Париж— швейцарський кордон. Протяжність фронту від річки Шельди до швейцарського кордону сягала 480 км, у глибину доходила до 500 км, від Рейну до Кале. Західна частина театру воєнних дій являла собою рівнину з розгалуженою дорожньою мережею, зручну для маневрування та дій великих військових об'єднань; східна частина — переважно гірська (Арденни, Вогези, Аргоннський ліс), що обмежувало свободу маневру військ. Особливістю Західного фронту було промислове значення регіону (вугільні копальні, залізна руда, розвинена обробна промисловість), де точилися затяті бої та щільна насиченість населеними пунктами, важливими об'єктами виробництва, інфраструктури, історичними та культурними цінностями Західної Європи.
2 серпня 1914 року, ще до офіційного оголошення війни, Імперська армія Німеччини вдерлася до Люксембургу й здійснила вилазки на територію Франції. Поблизу невеликого французького містечка Жоншере між німецькими та французькими військами сталася перша швидкоплинна сутичка на Західному фронті, що призвела до перших втрат у війні. З початком військових дій німецька армія розпочала широкомасштабний наступ на Західному фронті, вдершись до нейтральної Бельгії, а згодом і на північ Франції. Переломним моментом у війні стала перша битва на Марні, а після бігу до моря обидві сторони окопалися уздовж звивистої лінії укріплених позицій, котрі простягалися від Північного моря до швейцарського кордону з Францією. Ця лінія залишалася практично незмінною протягом більшої частини війни.
Протягом 1915—1917 років противники провели кілька великих наступів уздовж цього фронту. Форми й способи ведення війни змінювалися на вимогу часу, на озброєння країн-учасниць надходили новітні види зброї, війська застосовували нову тактику бою. Атакам ворожих позицій, що проводилася величезними угрупованнями піхоти, передували масовані артилерійські удари. Оборонні рубежі перетворилися на колосальні смуги завдовжки десятки кілометрів, насичені мінними полями, траншеями, окопами, ровами, що були усіяні колючим дротом та вогневими точками. Кожний наступ або контрнаступ призводив до величезних втрат у живій силі, а результати були, як правило, мізерні. Найкривавішими битвами на Західному фронті стали битва під Верденом із загальною кількістю 700 000 втрат з обох сторін (за оцінками), битва на Соммі з більш ніж мільйоном жертв (оцінка) і битва біля Пашендейла з приблизно 600 000 жертв (орієнтовно).
Марність амбітних наступів, що призводили до величезних втрат, спонукала сторони до пошуку новітньої зброї, яка на думку військових експертів мусила переломити ситуацію на їх користь. На полях Західного фронту вперше з'явилися танки, проведена перша масована газова атака під Іпром, авіація й артилерія стали невід'ємними частинами тогочасного бою. Удосконалювалася піхотна тактика дій.
У березні 1918 року, скориставшись розпадом Російської імперії та підписанням Берестейської угоди, німецькі війська розпочали стратегічний наступ, застосовуючи нову тактику інфільтрації піхотних підрозділів, вони здобули низку великих перемог, прорвали лінію оборони союзників на глибину до 100 км, і практично поставили противника на межу повного розгрому. Однак поступово наступ німецької армії загальмувався, союзні війська перейшли у рішучий контрнаступ і, зрештою, завдали німцям рішучої поразки по всьому Західному фронтові. Німецький уряд поступився та підписав угоду про капітуляцію Німеччини. Умови миру офіційно закріпили Версальським договором 1919 року.

## Плани й сили сторін
Напередодні світового конфлікту у військовому середовищі країн Західної Європи домінувала ідея швидкоплинної війни й усі військові плани сторін базувалися на парадигмі використання наявних збройних сил у нетривалий період. Генеральні штаби всіх держав розраховували, що запасів озброєння, боєприпасів і різного військового спорядження та майна, накопичених у мирний час, вистачить на всю війну, а бойові втрати сподівалося компенсувати шляхом поточного виробництва зброї на спеціалізованих військових підприємствах. Внаслідок цього жодна з держав, що готувалася до війни, не збиралася переводити власну промисловість на військові рейки, варіант мобілізації промисловості для потреб війни серйозно не розглядався. Не було також планів поповнення армій у випадку затяжної війни людськими резервами та відповідних планів навчання військовій справі нових контингентів. Армії зосереджували свої зусилля на завчасній підготовці театру війни в інженерному та господарському плані — тривало масштабне будівництво укріплень, фортець, шосейних доріг і залізниць, влаштовувалися кінцеві станції для вивантаження військових ешелонів, розташування військових частин і різних запасів у мирний час для зручності й швидкості мобілізації.

### Плани війни Німеччини

План Шліффена — основний план вторгнення німецької армії до Франції через нейтральні Бельгію та Люксембург

Готуючись до війни, німецький генеральний штаб виходив з необхідності уникнути одночасного ведення її на двох фронтах — проти Росії і проти Франції. Основним питанням стратегії кайзерівський генштаб вважав завдання вирішального удару по Франції, щоб швидко покінчити з нею, поки Росія проводитиме мобілізацію, на завершення якої та зосередження російської армії, за підрахунками німців, потрібно щонайменше 40 днів, і тільки після цього за допомогою Австро-Угорщини розгромити Росію.
У серпні 1892 року новий начальник німецького генерального штабу генерал фон Шліффен запропонував зосередити основні сили імперської армії проти Франції, обмежившись на сході невеликим заслоном проти Росії. Це стратегічне рішення покладено в основу нового плану війни, за яким Німеччина і розгорнула свої сили в 1914 році.
Зміцнення французького кордону від Вердена до Бельфора навело німецьке командування на думку про необхідність обходу лінії французьких укріплень правим крилом північніше Вердена. План 1898 року вже передбачав обхідний маневр через Люксембург і Південну Бельгію. Ця ідея стала основою для подальшої розробки німецького плану війни на Західному фронті. Грандіозним охоплюваним маневром передбачалося вийти західніше Парижа, притиснути французьку армію до її східного кордону та разом з іншими німецькими військами, що діяли з фронту, швидко розгромити. Після цього розраховувалось перекинути всі сили на Східний фронт з метою розгрому Російської імперії. Всю війну на заході передбачалося закінчити за 6—8 тижнів.
Німці не приділяли серйозної уваги англійській допомозі Франції, вважаючи, що британський кабінет обмежиться відправленням невеликого експедиційного корпусу, який без особливих зусиль буде розгромлений переважними силами правофлангових німецьких армій.
Генералітет Німецької імперії планував швидкоплинну війну, оскільки для затяжної війни Німеччина не мала ані достатніх матеріальних засобів, ані людських ресурсів. Перебуваючи у відчутній залежності від ввезення сировини для промисловості та продовольства, керманичі Німеччини усвідомлювали, що за тривалої війни ввезення товарів буде сильно утруднене або навіть взагалі неможливе, і тому побоювалися серйозних економічних ускладнень. X. Ріттер указував:
Можливість тривалої європейської війни… начисто заперечувалася начальником генерального штабу з причин економічного характеру". За довгочасної війни зростала б також перевага противників Німеччини в живій силі та озброєнні, тому «німецький генеральний штаб не готувався до затяжної війни.
На думку німців, для Німеччини залишався лише один шлях до перемоги — розгромити супротивника швидким і рішучим наступом.

### Плани Антанти
Уже в 1872 році французький генеральний штаб розпочав розробку плану зосередження армії на випадок війни з Німеччиною. Не маючи достатньо сил для створення великих збройних сил, достатніх для успішної боротьби з могутньою німецькою армією, французький уряд вирішив забезпечити свою безпеку зведенням уздовж кордонів потужних укріплень, насамперед уздовж північно-східного кордону країни. Перші роботи щодо зміцнення кордону почалися вже в 1874 році. Французи побудували потужну систему фортець, що мала велике стратегічне значення, головними опорними пунктами якої були могутні фортеці Верден, Туль, Епіналь і Бельфор. На захід від цієї лінії лежала ще одна смуга укріплень, в районі Діжона, Реймса, Лана. У центрі країни перебував укріплений табір Парижа. Уся система укріплень на 250-кілометровому франко-німецькому кордоні серйозно впливала на розробку не тільки французьких, але і німецьких планів війни.
Протягом наступних 40 років, аж до серпня 1914 року, у Франції розроблено 17 варіантів планів війни та низка поправок до них. Вже в 4-му і 5-му планах передбачалися два варіанти зосередження, що враховували можливість порушення німцями нейтралітету Бельгії та Люксембургу.

Точка зору французького генерального штабу на роль Росії в майбутній війні була сформульована наступним чином:
…відволікти з французького фронту частину німецької армії, достатню для того, щоб надати французькій армії більше шансів на успіх на початковій стадії кампанії, яку можна очікувати, починаючи з 14-го дня війни».
Це червоною лінією проходило крізь плани Французької республіки на війну.
17-й план введено у дію 15 квітня 1914, відповідно до нього французька армія втягувалася в Першу світову війну.
Для дій проти Німеччини на фронті від Бельфора до Ірсона передбачалося розгорнути п'ять армій (всього 79 польових і резервних та 10 кавалерійських дивізій). У розпорядженні головнокомандувача (в мирний час — начальник генерального штабу) були ще дві додаткові групи резервних дивізій (по три дивізії в кожній), що розташовувалися за флангами загального фронту.
Чинний на літо 1914 року французький план № 17 із самого початку війни мав чітко виражений наступальний характер. Головнокомандувач французькими арміями прагнув, «зібравши усі сили, кинути їх у наступ проти німецьких армій». Стратегічним задумом, закладеним в оперативну частину плану, передбачалося проведення «двох головних операцій, що розвиваються: одна праворуч — у районі між лісовими масивами Вогезів і річкою Мозель, нижче Туля, друга лівіше — на північ від лінії Верден — Мец».
Водночас, цей план війни, на перший погляд просякнутий наступальним духом, таїв у собі пасивно-вичікувальну позицію. Ще не зник страх перед німецькою армією, яка вщент розгромила французьку у війні 1870—1871 років. Головний удар французьке командування передбачало завдати залежно від обстановки лише після того, як у перших зіткненнях з противником з'ясується характер його дій. Таким чином, дії французької армії з перших же днів війни залежали від противника. Французький план вирізнявся нерішучістю і пасивністю й, ще до початку воєнних дій, віддавав ініціативу в руки військ Вільгельма ІІ.
Ймовірністю вторгнення німецьких військ через Бельгію вочевидь нехтували. Вважалося, що основний удар слід очікувати з боку Меца. Крім цього, французи щиро вірили, що з політичних і моральних міркувань Німеччина великі сили утримуватиме в Ельзасі. Французьке командування розраховувало, що якщо таке вторгнення й відбудеться, то воно може бути зупинено силами бельгійської армії й ударом лівого крила французьких військ у північному напрямку.
Британська імперія, найщиріший союзник Франції в Європі, планувала підтримати її у війні проти кайзерівської Німеччини й, для дій на континенті, виділяла певні сили — 6 піхотних, 1 кавалерійська дивізії й 1 кавалерійську бригаду. Загальна чисельність експедиційних сил становила 123 700 осіб, а разом з тилами і етапними частинами — до 160 тис. військових. Повна готовність угруповання до ведення бойових дій розраховувалася в термін на 13-й день мобілізації. Утім, план оперативного розгортання британських військ розроблений не був і завдання на час ведення війни не опрацьовувалися. Було лише визначено, що узгодження військових операцій британської армії з операціями французької армії забезпечуватиметься директивами, які надходитимуть від французького головнокомандувача до головнокомандувача британської армії.
Плани війни сторін відображали цілі та прагнення держав, але характерною рисою було те, що попри підписані угоди та створені коаліції, в них не було чіткого і єдиного плану взаємоузгоджених дій. Існували тільки домовленості, що в разі війни союзники виступлять на допомогу один одному. Збройні сили кожної країни діяли самостійно, єдиного командування як в Антанти, так і у Троїстого союзу не було. Характерним для передвоєнних планів також було і те, що вони не передбачали узгоджених дій сухопутних військ і військово-морських флотів.

### Склад сил
Німецьке командування розгорнуло проти Франції 7 армій і 4 кавалерійських корпуси, до 5 000 гармат, загалом угруповання нараховувало 1 600 000 людей. Військам кайзера Німецької імперії протистояли французькі, бельгійські та британські війська. Французька армія чисельністю 1 300 000 вояків була розгорнута у складі п'яти армій і одного кавалерійського корпусу при 4 000 гарматах.
Бельгійська армія на початок світового конфлікту налічувала шість піхотних і одну кавалерійську дивізію при 312 гарматах. Загальна чисельність бельгійських військ становила 117 тис. осіб.
Британські експедиційні війська, що призначалися для участі у битві на континенті, розпочали зосередження на французькій землі з початком бойових дій на Західному фронті й складалися з двох армійських корпусів і однієї кавалерійської дивізії. До 20 серпня 1914 року британські війська чисельністю 87 тис. людей з 328 гарматами зосередилися в районі Мобеж, Ле-Като.
До кінця оперативного розгортання сил чисельне співвідношення сторін були приблизно однаковим (1 600 000 німецьких військ проти 1 562 000 військ союзників). Однак стратегічна ініціатива була на боці німців. Їх розгорнуті війська становили майже зімкнуту монолітну силу. Розташування ж союзних військ бажало кращого. Лінія розгортання французьких військ йшла від Вердена на північний захід уздовж французько-бельгійського кордону і закінчувалася поблизу Ірсона. У районі Мобежа розгорталися британські війська, бельгійська армія мала свій власний план протидії вторгненню німецьких військ, який не був узгоджений чи взаємопов'язаний з діями інших союзних армій.
Даних про участь австро-угорських військ на Західному фронті збереглося небагато, оскільки в основному на Західному фронті воювали сили Німеччини. Австро-угорські частини важкої артилерії (батареї 305-мм мортир 2-го та 3-го полків фортечної артилерії, а також одна батарея 1-го полку) в серпні 1914 р. брали участь в облозі та штурмі бельгійських фортів, зокрема — міста Намюр. Улітку 1918 року імператор Карл I відрядив на Західний фронт чотири піхотні дивізії. Присутність австрійців на заході Європи намагалися не розголошувати, іноді австро-угорських солдатів перевдягали у німецьку форму.

## Географічні умови театру
Західноєвропейський театр мав дуже розвинену мережу залізниць, що дозволяла обом сторонам швидко і майже одночасно зосереджувати війська в районах розгортання. З внутрішніх департаментів Франції до німецького кордону простягалося 10 наскрізних залізничних колій. Своїм центром залізниці Франції мали паризький залізничний вузол. З німецької сторони до кордону йшло 15 колій, пов'язаних із залізницями Бельгії, Люксембургу та Франції. Для переходу через р. Рейн від Везеля до Страсбурга Німеччина мала 15 залізничних мостів, пропускною здатністю до 550 ешелонів за добу. Обидві сторони були забезпечені достатньою кількістю рокадних ліній, які надавали можливість здійснювати маневр військами вздовж фронту. Західний і східний кордони Німеччини з'єднували 13 наскрізних абсолютно незалежних залізничних ліній, що дозволяло німецькому командуванню перекидати війська з заходу на схід на відстань 1 200 км за одну добу. У центрі Німеччини, в Берліні, був розташований дуже розвинений центральний залізничний вузол з пропускною здатністю 150 пар поїздів на добу. Малася також густа мережа шосейних доріг, яка давала великі зручності для пересування військ і вантажів протягом всього року. Всі дороги постійно підтримувалися в повній справності.
За рельєфом уся зазначена територія поділялася на два різних регіони: північно-західний — рівнинний, що охоплював Бельгію на захід від р. Маас і північну частину Франції між морем і р. Уаза; уся інша частина театру — південно-східний регіон — піднесена, частиною навіть гориста.

## Кампанія 1914 року

### Початок війни

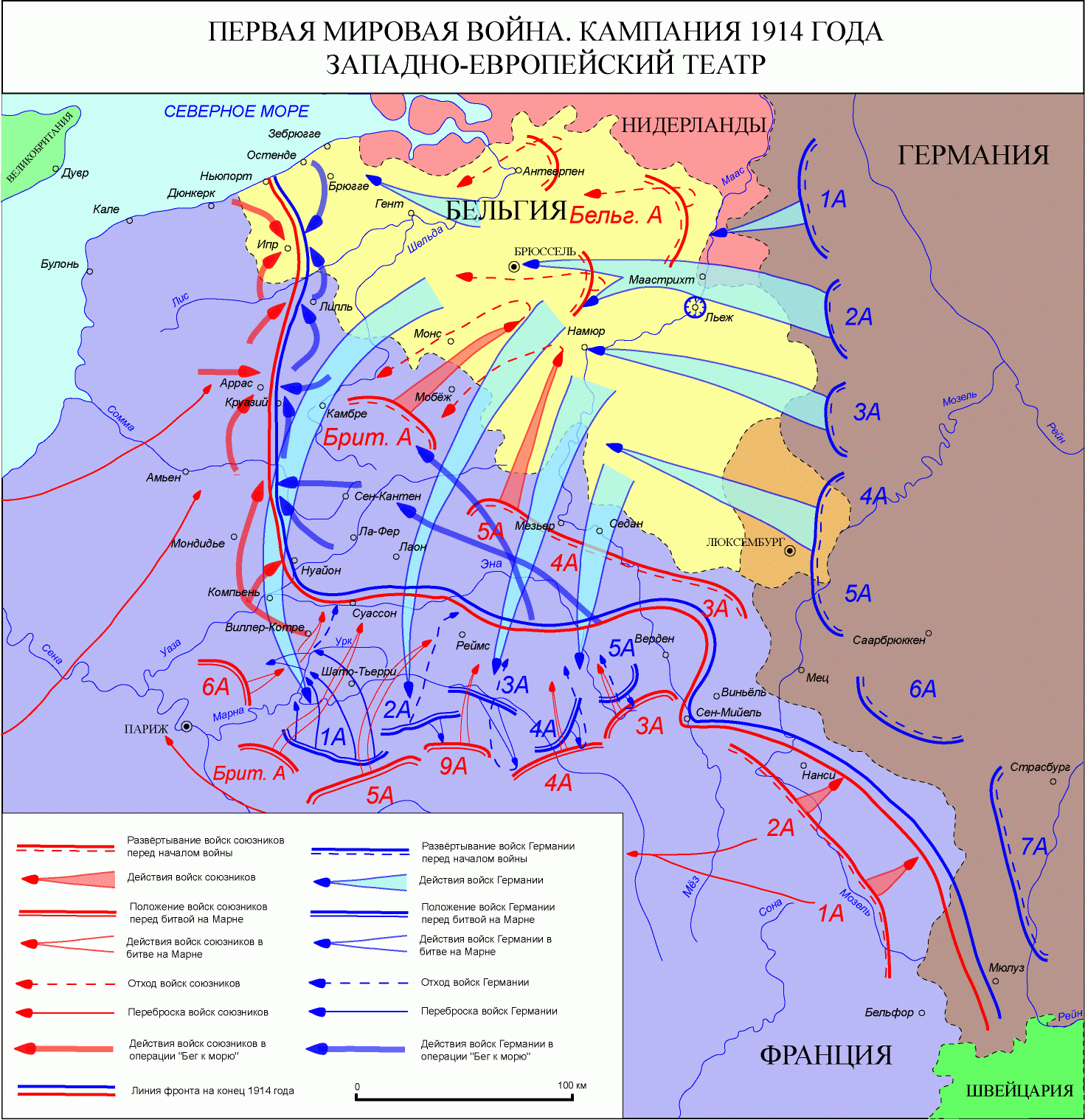
Карта битв на Західному фронті. Кампанія 1914 року.

2 серпня німецькі війська вторглися на територію Великого герцогства Люксембург, нейтралітет якого гарантували міжнародні договори та угоди. Вже вранці того ж дня німці захопили столицю цієї маленької нейтральної держави — місто Люксембург.
У ніч на 4 серпня німецькі частини у складі шести посилених бригад, одного піхотного полку і трьох кавалерійських дивізій без оголошення війни перетнули бельгійський кордон і вирушили до фортеці Льєж, що прикривала переправи через річку Маас. До вечора 5 серпня німецькі частини підійшли до лінії фортів Льєжа, намагаючись раптовою атакою з ходу опанувати фортецю. Однак перші атаки, спрямовані в проміжки між фортами, були відбиті бельгійцями.
Тільки 12 серпня, після прибуття поповнення, підведення важкої артилерії й відходу основних бельгійських сил з міста німецькі війська спромоглися захопити фортецю. До 16 серпня узято останній форт, усі оборонні споруди Льєжа опанувала німецька армія. Після падіння Льєжа 1-ша і 2-га німецькі армії почали переправу через Маас і продовжили наступ на Брюссель, Вавр і Намюр.
Командувач 2-ю армією К. фон Бюлов, який розраховував швидко опанувати містом та продовжити своє просування до кордонів Франції, був приголомшений бельгійським опором. Штурм Льєжа забрав 11 днів, що ніяк не передбачалося планами Шліффена, й цей виграш часу виявився критично важливим для вступу у війну Британського експедиційного корпусу та мобілізації й передислокації французьких військ.
20 серпня німці, практично не зустрічаючи опору, увійшли в Брюссель. Далі армія окупантів зіштовхнулась з наступною системою укріплень навколо Намюра і знову ж була змушена витрачати час ще на одну облогу, яка тривала з 20 по 25 серпня. Врешті 1-ша, 2-га і 3-тя німецькі армії подолали значну частину території Бельгії та вийшли на лінію Брюссель — Намюр — Дінан, готуючись вступити в бій з головними силами французької армії.
На початку серпня, поки основні події розгорталися на бельгійській території, французькі війська ще в ході зосередження на початку серпня розгорнули бої на південному фланзі Західноєвропейського фронту, намагаючись якомога швидше вступити на землі Ельзасу та Лотарингії, відірвані колись Німеччиною від Франції. Це мало б колосальне значення для французького народу, і підняло б дух французьких військ перед початком вирішальних битв. Унаслідок боїв французькі війська 1-ї та 2-ї армій до кінця 8 серпня захопили Мюлузен, а німці відступили за Рейн. Проте 9 серпня новоприбулі німецькі підкріплення несподівано для французів перейшли в контрнаступ і відкинули французькі війська до кордону.
Згодом 2-га французька армія й ліве крило 1-ї армії продовжили наступати та до 18 — 20 серпня зайняли Саарбург, Шато-Сален та інші селища. До 19 серпня на правому фланзі Ельзаської армії французам також знову вдалося зайняти район Мюльгаузен.
Надалі основні події війни на Західному фронті відбувалися на франко-бельгійському кордоні, куди до 20 серпня підійшло головне угруповання військ імперської армії Німеччини та французькі армії лівого крила. До 20 числа сили супротивників повністю були розгорнуті для вирішення головних завдань війни. Обидві сторони замислили стратегічну наступальну операцію, метою якої був розгром головних сил противника. У військово-історичній літературі ця операція отримала назву «Прикордонна битва».

### «Прикордонна битва»

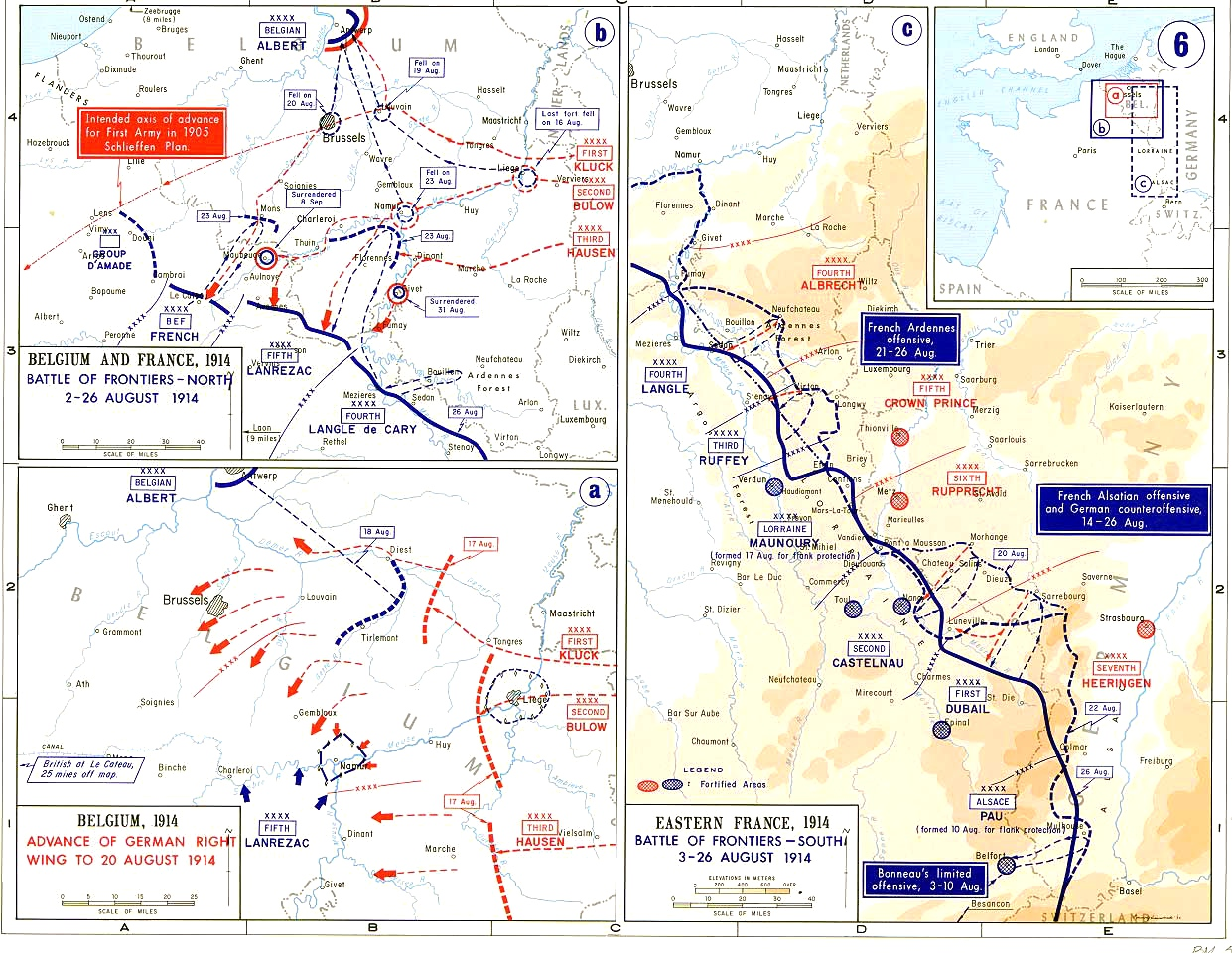
Карта боїв у Прикордонній битві на Західному фронті. 7 серпня — 13 вересня 1914 року.

З 21 серпня розпочалися основні бої Прикордонної битви, головними з яких були Арденнська битва (22-25 серпня), бої за Лоррейн (21-25 серпня), біля Шарлеруа (23-25 серпня), при Монсі, біля Ле-Като. Прикордонна битва стала однією з найбільших битв Першої світової війни — загальна чисельність військ, які брали у ній участь, перевищувала 2 млн осіб.
У Арденнській битві 3-тя і 4-та французькі армії були розбиті 5-ю і 4-ю німецькими арміями, у боях біля Шарлеруа і в операції біля Монса британці і 5-та французька армія зазнали поразки від 1-ї, 2-ї та 3-ї німецьких армій. 20-22 серпня 1-ша і 2-га французькі армії, що почали 14 серпня наступ в Лотарингії, були розбиті 6-ю і 7-ю німецькими арміями.
Унаслідок Прикордонної битви стратегічна обстановка на французько-німецькому фронті різко змінилася. Французька армія на всьому фронті змушена була відходити вглиб країни. «Прикордонна битва скінчилася невдачею», — зазначав пізніше Жоффр. Поразка французької армії у Прикордонній битві та її подальший відхід утворили безпосередню загрозу Парижу, що важко вразило народ Франції. 2 вересня французький уряд покинув Париж і переїхав до Бордо. Однак німецьке командування не зуміло на жодній з ділянок фронту скористатися обстановкою, що сприятливо склалася для них. Німецькі формування діяли мляво і замість стрімкого переслідування французів лише рухалися слідом за ними.
До вечора 4 вересня 1-ша і 2-га німецькі армії вийшли південніше Марни до Монмірая. Наступного дня вони готувалися реалізувати план загального оточення всієї французької армії, але обстановка докорінно змінилася. Французи зібралися з силами і самі готувалися завдати німецьким арміям нищівного удару, зосередивши в районі на північний схід від Парижа великі сили, націлені у фланг і тил головного німецького угруповання.

### Битва на Марні

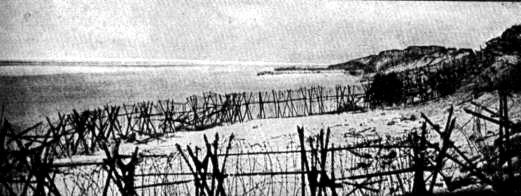
«Кінець фронту» — лінія зіткнення сторін вперлася в Ла-Манш поблизу Ніувпорта. Битва на Ізері. Осінь 1914 року

4 вересня 1914 року німецьке командування віддало накази 1-й і 2-й арміям розгорнутися фронтом на південний захід, у напрямку на Париж, від р. Уази західніше Шато-Тьєррі до Сени, і активно оборонятися. Водночас 3-тя, 4-та і 5-та армії отримали завдання продовжувати наступ у південному і південно-східному напрямках і спільно з 6-ю армією оточити французькі сили південніше Вердена.
Увечері 4 вересня генерал Жоффр віддав аналогічний наказ про перехід у наступ, початок якого було призначено на 6 вересня. Головний удар завдавали армії лівого крила — 5-та, британська і 6-та французькі. 5-та армія отримала завдання наступати з рубежу Сезан, Естерн, Куртакон у північному напрямку, англійська — з фронту Куломм'є, Шанжі завдавала удару у фланг 1-й німецькій армії на Монмірай, 6-та армія мала наступати в тил 1-й німецькій армії в загальному напрямку на Шато-Тьєррі. Армії центру — 4-та і 9-та (остання була сформована 4 вересня) — мали сковувати противника, а 3-тя армія отримала завдання наступати з району на північ Бар-ле-Дюк на захід також у фланг німецьких сил.
Протягом тижня тривали запеклі бої між противниками, доки не виникла загроза оточення 2-ї німецької армії й 10 вересня німецьке командування віддало наказ на відступ своїх військ на північ до річки Ена, по рубежу якої німці перейшли до глухої оборони. Французьке командування, вирішивши, що німецькі війська продовжуватимуть відхід і далі на північ мало не до бельгійського кордону, відважилось продовжувати наступ, маючи головною метою охоплення правого флангу німецького розташування силами 6-ї армії. Проте наступ союзників (БЕК, 6-та і 5-та французькі армії) зупинила кайзерівська армія, яка міцно закріпилась на командних висотах правого берега р. Ени.
Загалом у цій битві з обох сторін взяли участь п'ять німецьких і шість союзних армій загальною чисельністю близько 2 млн осіб і понад 6 600 гармат.

### Біг до моря
Із завершенням битви на Марні обстановка північніше Парижа стабілізувалась, противники перейшли до позиційної оборони. Водночас, на театрі воєнних дій західніше р. Уази лишалися вільні простори для маневру. Протягом 30 днів, з 16 вересня по 15 жовтня, обидві сторони відчайдушно намагались обійти відкритий фланг противника. Перекидаючи з різних ділянок усе нові та нові сили до своїх відкритих флангів західніше Уази й далі на північний захід, вони спробували атакувати ворога, доки не досягли в такому «змаганні» берега моря. Всі ці дії згодом увійшли в історію, як «біг до моря». У ході цих подій найзапекліші бої розігрувалися послідовно на берегах річок Уаза, Сомма, Скарп і Ліс. Однак ні французам, ні німцям не вдалося реалізувати своїх задумів. Війська змагалися в нових районах, зупинялися і потім закріплювалися. Так поступово позиційний фронт простягнувся на північ, фронт усе більше й більше подовжувався та, нарешті, противники вийшли на узбережжя Північного моря, подовживши фронт на 170—180 км. Так закінчився «біг до моря» і подальші бойові дії на узбережжі, що відбувалися в новій конфігурації сил супротивників, отримали назву «операції у Фландрії».

### Перша Фландрська битва

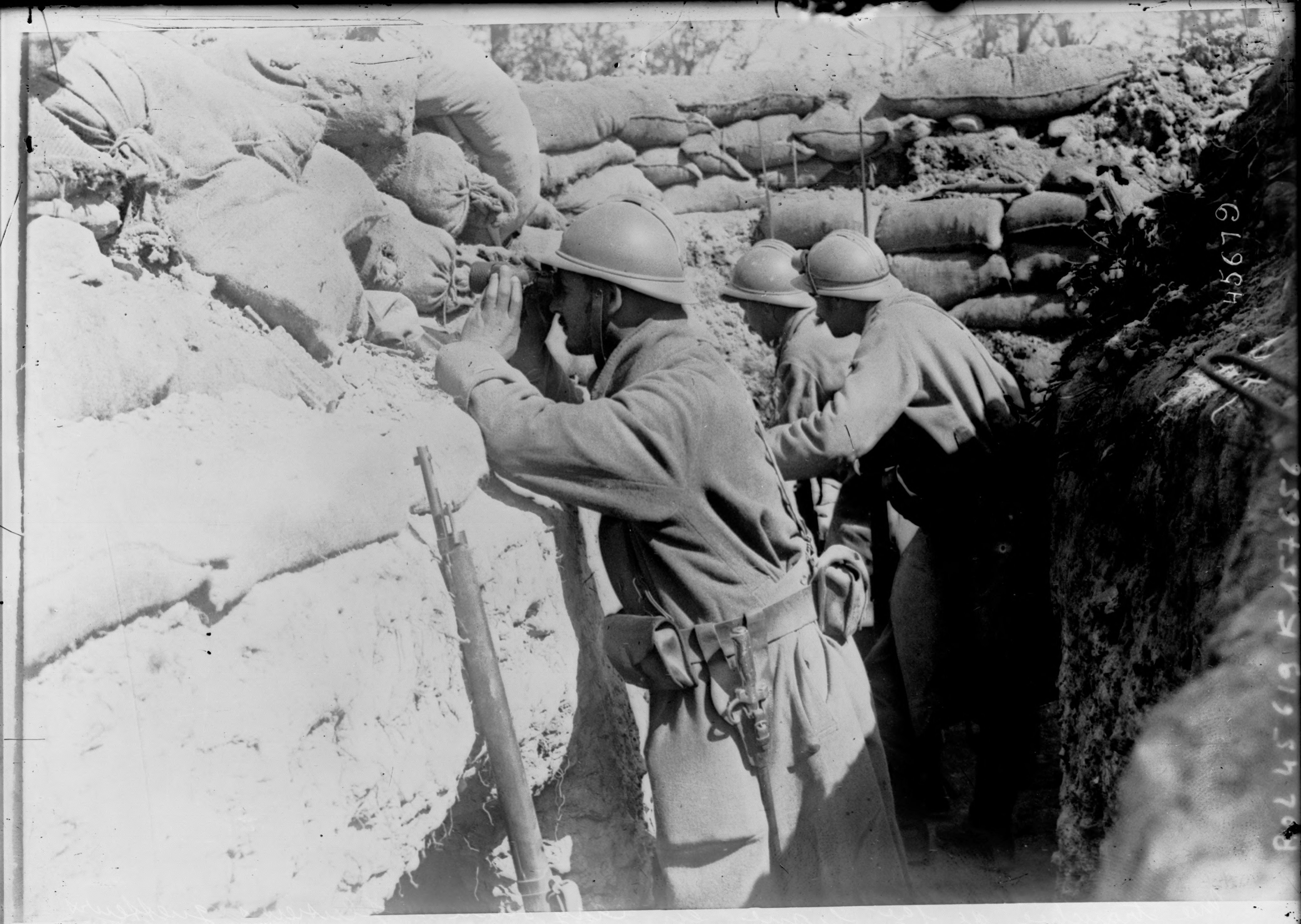
Французькі солдати в окопах під Аргоннським лісом. Кампанія 1915 року

До середини жовтня практично на всьому Західному фронті встановився хибкий позиційний фронт. Охопити фланги один одного противникам не вдалося і протиборчі сторони вважали можливим виграти війну шляхом завдання вирішального удару. Це призвело до того, що і британське, і німецьке командування розробило новий план наступу у Фландрії на фронті довжиною в 70 км, метою якого визначалося захоплення французьких портів на узбережжі протоки Па-де-Кале.
13 жовтня 1914 року британські експедиційні війська силами 2-го, 3-го і 4-го корпусів почали наступати з району Іпра в східному напрямку. Однак здобути перемоги британцям не вдалося. Німці кинули в бій 7-й, 13-й, 14-й і 19-й армійські корпуси і не тільки відбили наступ ворога, а й змусили його відступити. Просування німецьких військ британці зупинили, але самі вони перейти в новий наступ вже не змогли.
20 жовтня армія кайзера силами двадцяти чотирьох дивізій перейшла в наступ по всьому фронту від Ла-Бассе до гирла Ізера. Їм протистояли дев'ятнадцять дивізій союзних військ, включаючи шість бельгійських дивізій, знесилених попередніми боями. Наступ німців розвивався по різному. На півночі німецьким військам вдалося потіснити бельгійців і форсувати Ізер, на центральній ділянці фронту вони прорвали оборону французів і зайняли ряд населених пунктів, а ось у смузі британської армії наступ німців не увінчався успіхом.
31 жовтня німці відновили наступ, здійснивши потужну спробу прорватися до моря і захопити французькі порти Кале і Дюнкерк. У наступ перейшла армійська група під командуванням генерала Фабека, що складалася з шести дивізій. Однак домогтися значного успіху німцям не вдалося. Союзні армії стійко оборонялися й не допустили прориву ворога до берега моря. Нарешті 3 листопада німецьке командування ухвалило рішення тимчасово перейти до оборони. Бойові дії не принесли успіху жодній зі сторін й поступово перша битва за Іпр завершилася боями місцевого значення, які точилися до 22 листопада.
Після першої битви за Іпр по всьому франко-німецькому фронту почався позиційний період війни. Обидві сторони розпочали зміцнювати зайняті позиції, поставивши перед собою мету створити оборонні споруди, достатні для того, щоб, якщо буде потрібно, тримати довготривалу оборону навіть малими силами. Зазначимо, що і союзники, і німці зуміли реалізувати свої плани. Як наслідок, після трьох з половиною місяців запеклих боїв противники опинилися перед укріпленими позиціями один одного на величезному фронті від Північного моря до швейцарського кордону протяжністю в 475 миль.
Перша битва біля Іпра завершила період маневреної війни на Західному фронті в 1914 році. За час ведення бойових дій — у Прикордонній битві, в битві на Марні, в боях на Ені, Уазі і Ізері, у першій битві за Іпр — обидві сторони зазнали колосальних втрат; найбільше постраждала французька армія.

## Кампанія 1915 року

### Загальне становище на 1915 рік
На початок 1915 року загальне положення воюючих держав на Західному фронті було доволі складним, жодна з коаліцій не досягла визначеної мети, воєнні дії прийняли характер позиційної боротьби. Зі встановленням на театрі дій багатокілометрового суцільного позиційного фронту від Фландрського узбережжя Ла-Маншу до швейцарського кордону дії протиборчих сторін перейшли у фазу боротьби за поліпшення оборонних позицій, обидві сторони планували стримувати довготривалий час навіть невеликими силами можливий наступ супротивника, що переважатиме в кілька разів сили тих, що обороняються.
Відповідно й англо-французи, і німці поступово перебудовували систему оборони, переходили від опорних пунктів до суцільних ліній окопів (траншей), що обладнувалися у декілька рубежів, віддалених один від одного на відстань до 100—150 м. По всьому фронту зводилися бліндажі, укриття, щілини, кулеметні і гарматні точки. Між собою окопи зв'язувалися розвиненою системою ходів сполучення. Окремі ділянки позицій готувалися до кругової оборони. На головних напрямках можливих атак противника будувалися другі позиції, зводилися відсічні позиції. Глибоко в тилу споруджувалися укріплені табори і тилові смуги оборони у вигляді однієї-двох ліній вузлів опору, прикритих штучними перешкодами.
На початок лютого 1915 року Німеччина тримала на Західному фронті сім армій (з 1-ї по 7-му) і три армійські групи (Штранца, Фалькенгаузена, Геде) у складі 26 корпусів (94,5 дивізій). Загальна чисельність німецьких військ досягала 1,9 млн осіб, 4 000 легких і 1 695 важких гармат.
Німецькі сили на Західному фронті групувалися в три стратегічні об'єднання, які можна назвати групами армій. Справа наліво: північна (4-та і 6-та армії), центральна (1-ша, 2-га, 3-тя, 5-та) і південна (армійські групи Штранца, Фалькенгаузена і Геде). Відповідно до генерального плану на 1915 рік німецьким військам на Західному фронті належало лише оборонятися, не вживаючи ніяких спроб наступу, одночасно розраховувати на перемогу кайзерівських військ на сході над російською армією.
Сили Антанти розмістилися зліва направо: Північна група Фоша (Бельгійська армія, 2-га і 1-ша британські, 10-та французька, 3-тя англійська і 6-та французька), Центральна група Кастельно (5-та, 4-та, 2-га і 3-тя французькі армії), Східна група О. Дюбай (Фортечний район Вердена, 1-ша і 7-ма французькі армії). Союзники збиралися наступати і до кінця січня вони визначили два основних напрямки своїх ударів: силами 10-ї французької та 1-ї британської армій в Артуа і 4-ї французької — в Шампані.
Усього в 111 дивізій союзників налічували 2,65 млн військових, понад 4 000 легких і до 1 600 важких гармат.

### Перша шампанська битва
16 лютого 1915 року французьке командування розпочало наступальну операцію в Шампані, яка розглядалася як продовження наступу, розпочатого на цьому напрямку ще в грудні 1914 року. За загального співвідношення сил 1,8:1 французи довели перевагу на ділянках прориву до 3:1, а щільність артилерії — до 60-70 гармат на кілометр фронту прориву. На ділянці прориву на фронті шириною 7 км 4-та армія наступала силами п'яти дивізій. 5-та, 6-та і 2-га французькі армії — здійснювали артилерійську підтримку наступу 4-ї армії, який тривав перші чотири дні (16 — 19 лютого). За цих умов наступ 4-ї армії виявився ізольованою, приреченою на невдачу, авантюрною спробою прориву позиційного фронту оборони противника, який ретельно підготувався до відбиття атак.
Французам вдалося просунутися всього на 300—500 м, захопити другу й зав'язати бої за третю лінію окопів. До кінця лютого німецьке командування ввело в бій ще кілька резервних дивізій і позиції, захоплені французами, в ході нічних контратак були відбиті. Основну мету наступальної операції в Шампані щодо прориву оборони німців не досягнуто. Французи втратили понад 91 тис. осіб загиблими, пораненими і зниклими безвісти, але не опанували навіть першу лінію німецької оборони.
У період з 7 по 13 березня командування Британських експедиційних сил провело поодиноку наступальну операцію в районі Нев-Шапель (південний захід Лілля). Силами двох корпусів (Індійського і 4-го армійського) 1-ша британська армія намагалася прорвати рубіж оборони 7-го корпусу 6-ї німецької армії. Відволікальні демонстративні дії вели 2-га англійська і бельгійська армії. Оскільки Жоффр відмовився від організації та проведення спільного наступу британців і французів в Артуа, 10-та французька армія сприяла союзникам тільки частиною своєї артилерії.
Весняний наступ британців також закінчився невдачею. Бої за Нев-Шапель, який захопили союзні війська, коштували їм близько 13 тис. загиблими та пораненими. Через втрати і брак боєприпасів британський командувач генерал Джон Френч припинив наступ.

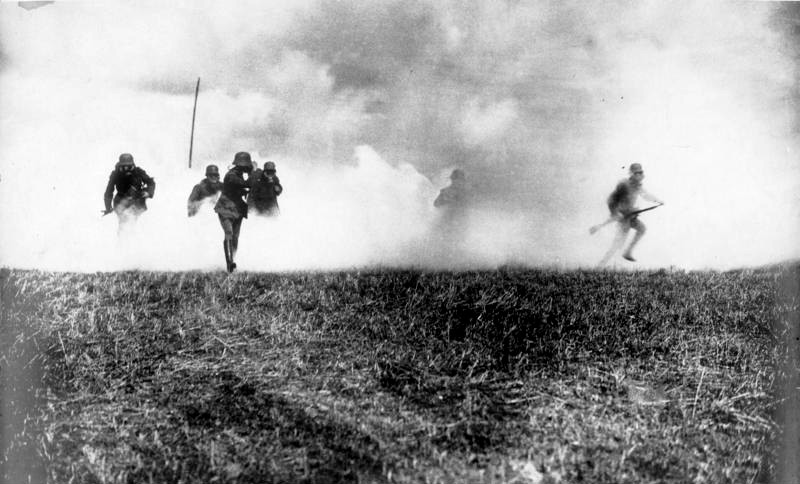
Німецька піхота на фоні газової атаки у засобах індивідуального захисту штурмує ворожі позиції. Фландрія.

### Друга Іпрська битва
У період з 5 квітня по 25 травня 1915 року на Західному фронті зав'язалися нові бої. Спочатку союзники здійснили чергову спробу прорвати німецький фронт оборони й в умовах надзвичайної секретності готували потужний наступ у Веврській долині для ліквідації Сен-Мієльського виступу. Проте німці, заздалегідь дізнавшись про плани союзних військ, випередили їх, намагаючись зірвати наступ ще на початковій стадії. Внаслідок боїв за невеличке французьке селище французька армія втратила майже 64 тис. людей, проте успіху не здобула.
Друга Іпрська битва, що тривала з 21 квітня до 25 травня 1915 року, стала другою битвою союзних військ Антанти з німецькою армією за контроль над стратегічно важливим фландрійським містом Іпром у Західній Бельгії. Битва відзначилася першим масштабним застосуванням бойових отруйних речовин на Західному фронті, оскільки вперше після Болімовської битви німцями активно застосовувалася хімічна зброя. Проте німецькій армії на чолі з герцогом Альбрехтом Вюртемберзьким не вдалося розвинути початковий успіх.

### Друга битва при Артуа

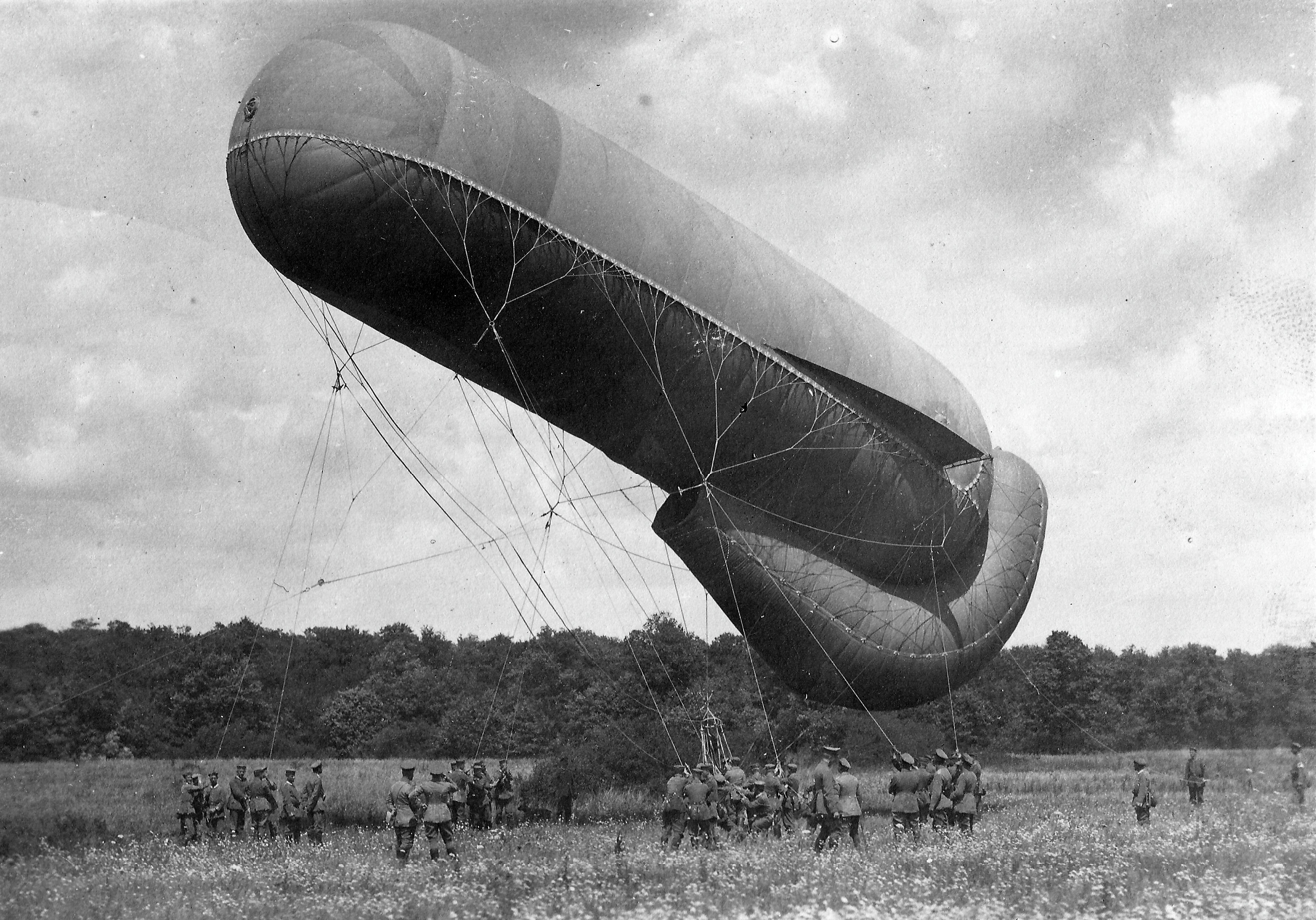
Німецький дирижабль підіймають для ведення повітряної розвідки. Західний фронт. 1915 рік.

9 травня 1915 року у відповідь на наступ німців біля Іпра англо-французькі війська розпочали другу (після грудня 1914) операцію в Артуа. Ця операція була добре підготовленою й проводилася на широкому фронті. Союзники зосередили на ділянці прориву значну кількість військ. Французи мали 20 піхотних і 6 кавалерійських дивізій, 1 090 гармат (780 легких і 310 важких), а британці — 10 піхотних дивізій, два кавалерійських корпуси і 637 гармат (516 легких і 121 важку). 6-та німецька армія генерала Руппрехта мала 13 піхотних дивізій і 810 гармат (з них 150 важких). Частина сил армії (2 дивізії і 84 гармати) перебувала в резерві. За загального співвідношення сил і засобів 2:1 французи на напрямку прориву мали триразову, а британці майже чотириразову перевагу.
За весь час кровопролитних боїв французи отримали обмежені територіальні придбання, у черговий раз не досягши головної мети наступу. У підсумку другої операції в Артуа, що тривала з перервами протягом 6 тижнів, французи зайняли територію завширшки 7 км по фронту і 3-4 км завглибшки, а британці — 6 км по фронту і 900 м в глибину. В операції союзники втратили 132 тис. солдатів убитими і пораненими, німецькі війська втратили 73 тис. людей.

### Осінній наступ 1915 року
Вранці 25 вересня 1915 року після багатьох відстрочень франко-британські війська розпочали одночасно чергові широкомасштабні наступи у Шампані (східніше Реймсу) та поблизу Артуа (в районі Аррасу). На першій ділянці у наступ на фронті 35 км перейшли 2-га і 4-та французькі армії, тоді як на Артуа наступали на фронті завширшки 22 км французька 10-та та британська 1-ша армії генерала Гейґа. Загальне керівництво операцією в Шампані здійснював командувач Центральної групи армій генерал Кастельно, а в Артуа — командувач Північної групи військ генерал Фош.
Тільки на шампанському напрямку протягом 3,5 діб (22-25 вересня) велася інтенсивна артилерійська підготовка, в ході якої союзна артилерія випустила до 3 млн снарядів по позиціях німецьких військ. Вогонь коригувався за допомогою 12 аеростатів і літаків-коригувальників по радіо. Після сильного вогневого нальоту артилерії і мінометів по першій і другій лініях окопів, маючи у першому ешелоні 18, а в другому 8 дивізій та в армійському резерві кавалерійські корпуси, перейшли в атаку французькі війська генералів Петена та Лангля.
Подібно розвивалася операція і в Артуа. У 10-й французькій армії генерала О. Дюбай артилерійська підготовка атаки тривала 5-7 днів (з 18-20 по 25 вересня). 23 вересня літаки і дирижаблі бомбардували залізничні станції, переправи та інші тилові об'єкти 6-ї німецької армії. Атака почалася 25 вересня о 12:25 після потужного вогневого нальоту артилерії й мінометів. Але противник чекав на атаку і в перший день бою були захоплені всього одна-дві лінії окопів першої позиції. 6-та німецька армія, посилена резервами піхоти і артилерії, вчинила французам запеклий опір.

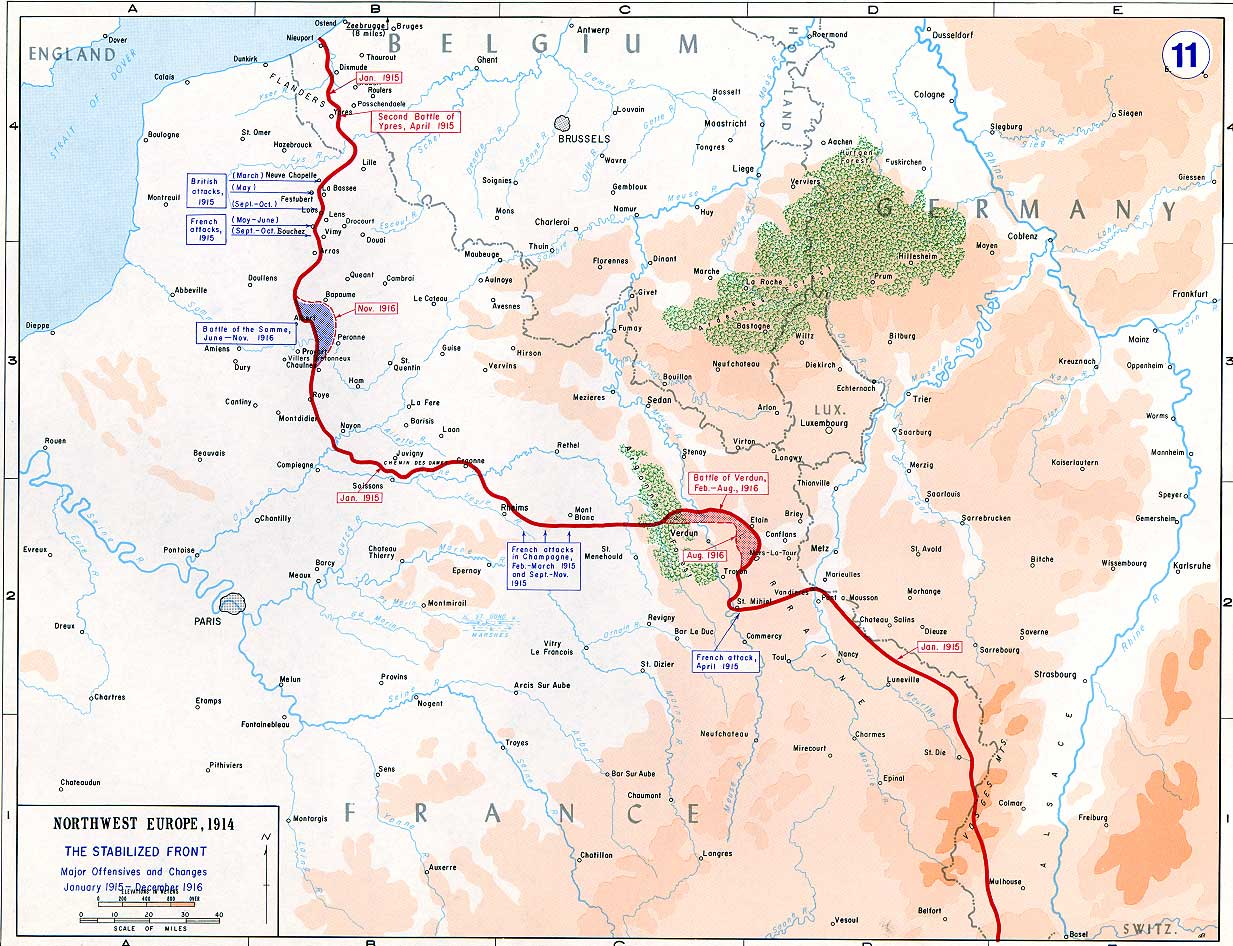
Карта битв на Західному фронті. Кампанії 1915—1916 років

Протягом шести тижнів союзні війська намагалися прорвати оборонні позиції німецької імперської армії, але усі їхні спроби були марними. Найбільшим здобутком, який коштував сотень тисяч загиблих, поранених та зниклих безвісти, стало захоплення переднього краю оборони німецьких підрозділів на глибину не більше за 3-4 км.
Осіння операція в Шампані і Артуа, яка довго, дбайливо і ретельно готувалась, щоб здійснити «великий стратегічний прорив, який матиме необхідним наслідком звільнення національної території» Франції, не увінчалася успіхом. Проблема прориву німецького фронту залишилася невирішеною.
Після провалу операції в Артуа і Шампані (у жовтні-грудні) англо-французьке командування припинило наступальні дії на всьому франко-німецькому фронтові і перейшло до позиційних форм боротьби. Впроваджувались кроки до вдосконалення оборонних позицій і більш ретельного узагальнення досвіду наступальних і оборонних боїв, проведених у кампанії 1915 року.

## Кампанія 1916 року

### Загальне становище на 1916 рік
У цілому, до початку кампанії 1916 року положення сторін і співвідношення сил значно змінилося на користь Антанти. Військове і економічне посилення Антанти, перспектива продовження боротьби на два фронти ставили німецький генеральний штаб при розробленні плану майбутньої кампанії в скрутне становище. Оцінюючи обстановку і приймаючи стратегічні рішення на 1916 рік, військовий міністр і начальник генерального штабу генерал від інфантерії Фалькенгайн виключав наступальні дії проти Росії, вважаючи, що з усіх фронтів найбільш реальну небезпеку для Німеччини становив французький. Англо-французи до січня 1916 року довели свої сили на Західному фронті до 167 дивізій. 50 з них, тобто вдвічі більше за те, що мали німці, перебували в резерві і готувалися до наступальних боїв. Але навесні болотисті райони Західної Франції (на північ від Сомми), де оборонялися британські армії, виключали можливість проведення масштабних наступальних операцій, а чекати літа означало віддати ініціативу англо-французам. Тому кайзерівське командування вирішило завдати по Франції сильного удару в якомусь одному пункті і негайно вивести її з війни. Переносячи удар на Західний фронт проти Франції, Німеччина розраховувала домогтися поразки французької армії шляхом «перемелювання і виснаження її резервів» в одному пункті Західного фронту. Для наступу на всьому французькому фронті імперській армії вже явно не вистачало сил. Об'єктом для удару після деякого коливання (Бельфор або Верден) обрали Верден.
Водночас держави Антанти прагнули (врахувавши досвід минулих кампаній) протиставити стратегічним планам країн Центрального блоку єдиний узгоджений план кампанії 1916 року і загальне керівництво військовими діями в кампанії. Але через неузгодженість планів та відсутності чіткого порозуміння в планах на кампанію врешті англо-французька армія вирішила наступати в районі Сомми з липня 1916 року, попередньо вимотавши і знекровивши німецькі резерви в районі Вердена.

### Верденська битва

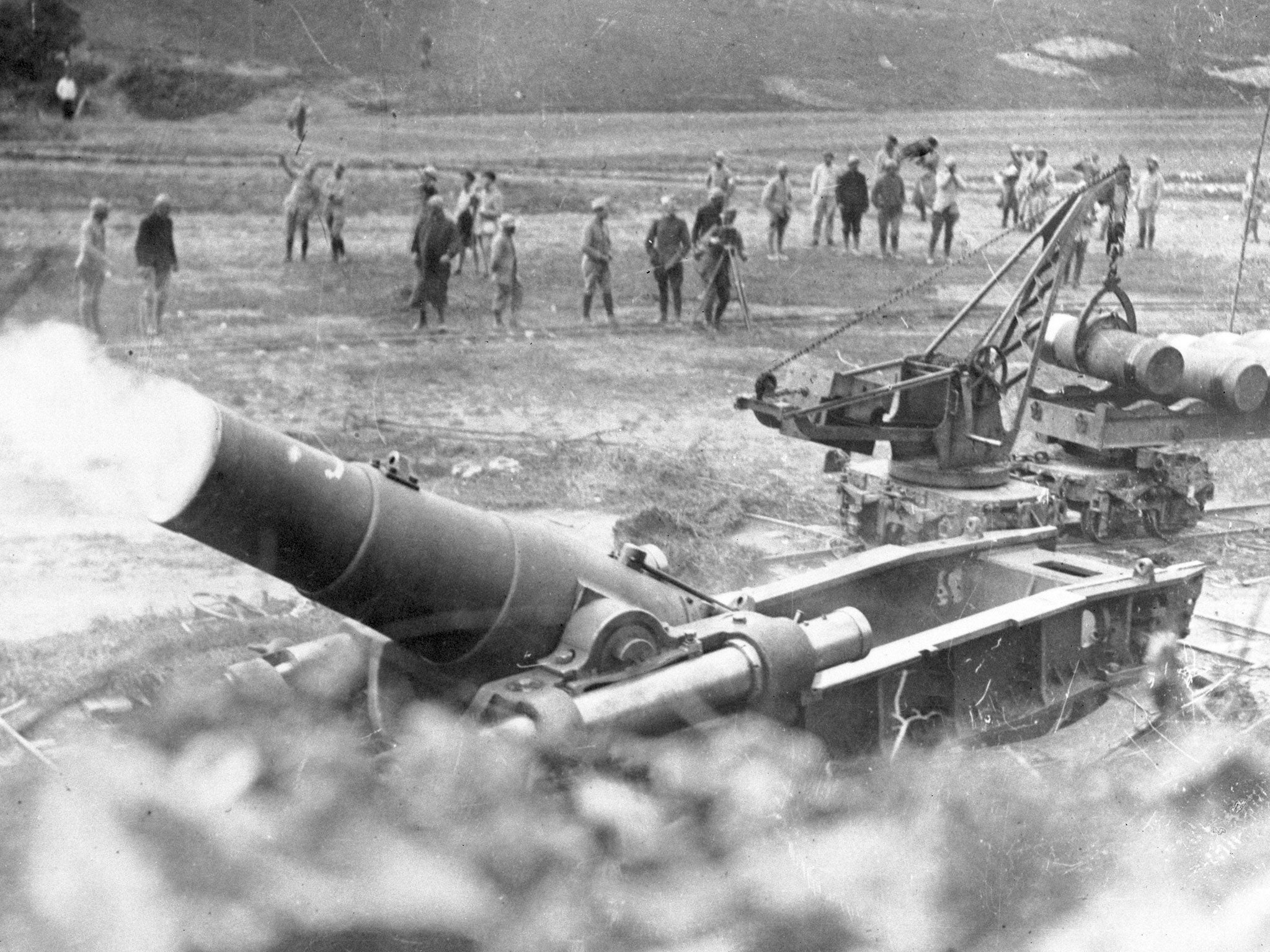
Французька важка 370-мм мортира веде вогонь по німецьких позиціях. Верденська битва. 1916 рік.

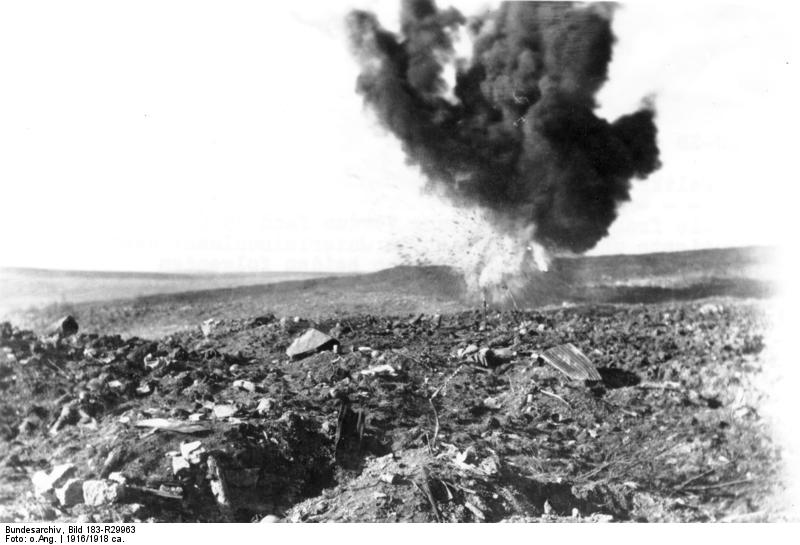
Німецькі позиції під вогнем союзної артилерії. Верденська битва. 1916 рік.

За задумом німецького керівництва основний удар завдавався по Верденському укріпленому району, що входив до якісно нової системи оборони, в якій довготривалі фортифікаційні споруди поєднувалися з укріпленнями польового типу. У лютому 1916 року напередодні операції у Верденському укріпленому районі оборонялось три армійські корпуси французів. Німецьке верховне командування розраховувало захопити Верден прискореною атакою, зруйнувавши польові та довготривалі укріплення французів потужної артилерією.
У проєкті плану операції вказувалося: «Рішення захопити фортецю Верден прискореною спиралося на випробуваний результат дії важкої і надважкої артилерії».
Ведення операції покладалося на 5-ту німецьку армію під командуванням кронпринца Вільгельма. Для досягнення раптовості операція готувалася досить ретельно і потай. Всіляко маскувалися зосередження та розгортання військ і артилерії, інженерні роботи з устаткування вихідного району, підготовка баз постачання і вузлів зв'язку, накопичення артилерійських запасів тощо. Предметом особливої турботи стало розгортання артилерії. Для удару по Вердену на фронті від Авокура до Етена німецька артилерія розгорнула на вогневих позиціях 1 204 гармати і 202 міномети, з яких основна маса гармат і усі міномети розгорталися на напрямку головного удару. В цілому війська кайзера створили перевагу над французами на напрямку головного удару за числом дивізій в чотири, а артилерії більш ніж в чотири рази. З урахуванням мінометів перевага в артилерії збільшувалася до 5,5 разів. Зосередження такої кількості артилерії і мінометів у наступі здійснювалася у війні вперше. Вперше під Верденом застосовувалися і вогнемети.
21 лютого 1916 року німці розпочали артилерійську підготовку наступу, яка тривала близько 9 годин. Щоб приховати напрям головного удару, підготовка проводилася на фронті в 40 км, від Авокура до Етена. Потужному вогневому удару більше ніж 1 500 гармат і мінометів піддавалася оборона французів на всю глибину укріпленого району, на яку витратили більше ніж 2 млн снарядів.
Після масованої артилерійської підготовки німецькі війська перейшли в атаку на правому березі річки Мез, але зустріли запеклий опір. Німецька піхота вела наступ у щільних бойових порядках. За перший день наступу німецькі війська просунулися на 2 км і зайняли першу позицію французів. У наступні дні наступ вівся за тією ж схемою: вдень артилерія руйнувала чергову позицію, а до вечора піхота займала її. До 25 лютого французи втратили майже всі свої форти. Майже без опору німцям вдалося взяти важливий форт Дуамон.

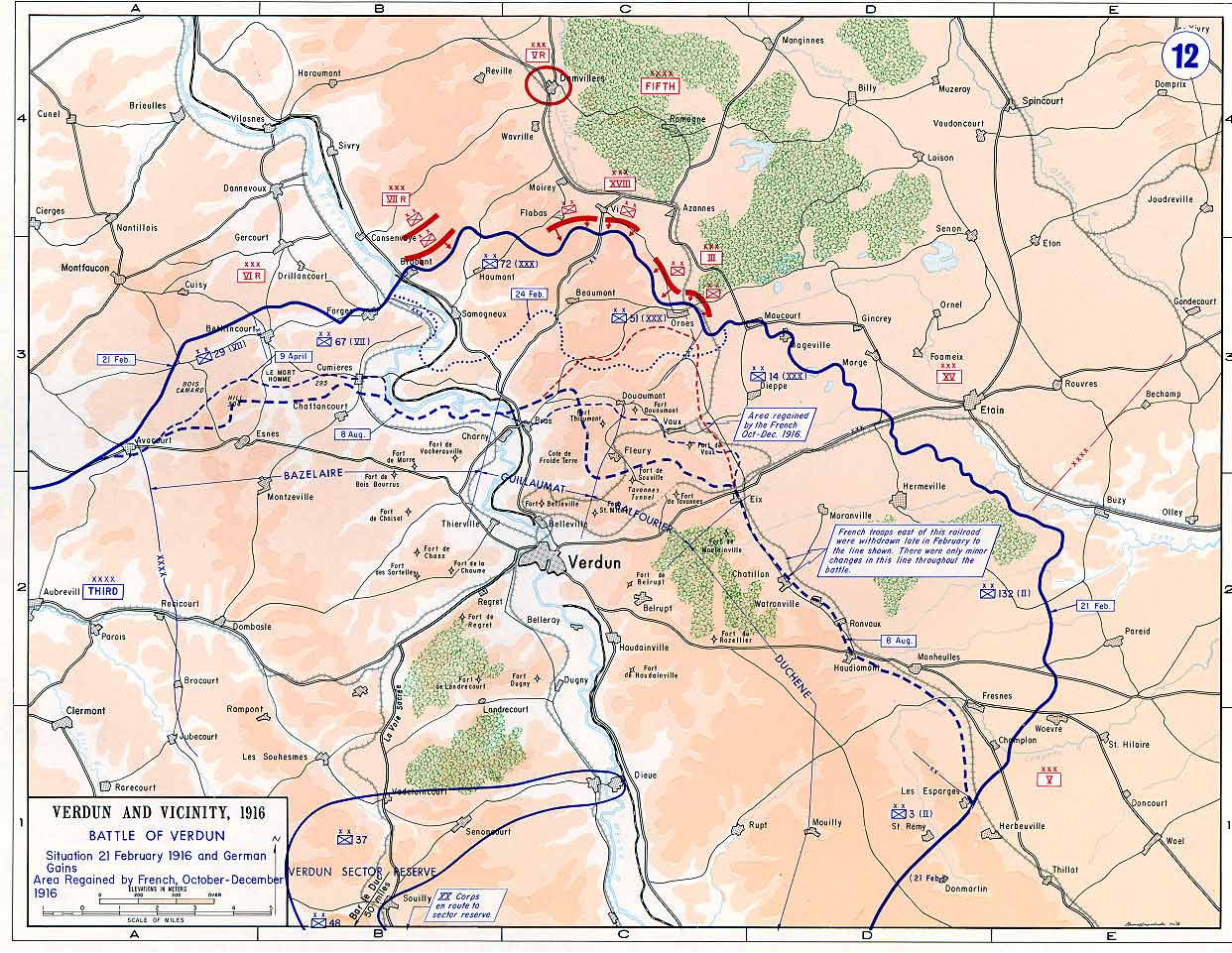
Карта Верденської битви. Кампанія 1916 року

Однак французьке командування вжило заходів для усунення загрози оточення Верденського укріпленого району. Наступ німецьких військ було зупинено. Битва набувала все більш затяжного характеру, і з березня німці перенесли головний удар на лівий берег річки. Після інтенсивних боїв німецьким військам вдалося до травня просунутися тільки на 6-7 км. 22 травня французькі вояки спробували взяти форт Дуамон, але були відкинуті.
У червні-на початку липня бої під Верденом розгорнулися з новою силою. Починаючи з кінця червня-початку липня натиск німців під Верденом став слабшати. Брусиловський прорив на Східному фронті і операція Антанти на річці Соммі змусили німецькі війська восени перейти до оборони, а 24 жовтня французькі війська перейшли в контрнаступ і до кінця грудня вийшли на позиції, які займали 25 лютого, відкинувши противника на 2 км від форту Дуамон. До 18 грудня французи, вийшовши до своєї колишньої третьої позиції, припинили атаки.
Так завершилася Верденська битва, яка тривала близько 10 місяців. Ця найбільша і тривала операція першої світової війни коштувала обом сторонам величезних жертв — до 1 млн людей. У Верденській «м'ясорубці» перемелено до 120 дивізій, у тому числі 69 французьких і 50 німецьких. З обох сторін боротьба мала характер боїв на виснаження, в ході яких дивізії втрачали до 70 % і більше особового складу. Боротьба за Верден потребувала величезних матеріальних витрат. Вона перетворилася на матеріальне змагання воюючих сторін. Тільки французи з 25 лютого по 15 червня витратили до 14,5 млн снарядів, з них до 2 млн снарядів важкої і надважкої артилерії.

### Битва на Соммі

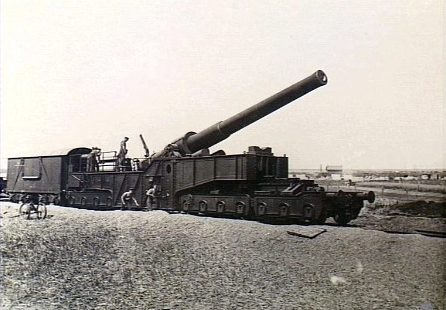
Британська 12-дюймова гармата на залізничній тязі. 305-мм залізнична гармата BL 12-inch висувається на вогневу позицію. Меольт, 1916 рік

Попри складну обстановку, що склалася під Верденом, союзники вирішили не відступати від раніше ухваленого рішення провести стратегічну наступальну операцію з рубежу річки Сомма й розтрощити німецьку оборону потужним ударом. Планом передбачалося проведення великої операції силами трьох французьких і двох британських армій (64 дивізії), що становило до 45 % загальної чисельності англо-французьких сил на Західноєвропейському театрі. Прорив намічалося вести в одному пункті, на фронті від Лассіньї до Ебютерн протяжністю в 70 км, а для забезпечення операції залучити близько 50 % важкої артилерії і до 40 % авіації союзників, що перебувала на цьому театрі війни.

Карта битви на річці Сомма. Кампанія 1916 року

24 червня розпочалася артилерійська підготовка операції, котра тривала сім днів аж до 1 липня. Артилерійська підготовка була надзвичайно потужною й мала характер методичного руйнування оборони німецької армії на всю глибину впливу артилерійського вогню. За сім днів підготовки тільки у смузі 6-ї французької армії випущено 2,5 млн снарядів або до 0,9 тонни металу на один метр фронту, що більше ніж удвічі перевищувало показники французької артилерії в 1915 році під час артилерійської підготовки наступу в Шампані. Оцінюючи результати артилерійської підготовки, фон Фалькенгайн зазначав, що у смузі армії «всі перешкоди попереду зникли зовсім, окопи в більшості випадків були зрівняні з землею. Лише окремі особливо міцні споруди витримали шалений град снарядів». Моральний стан німецької піхоти був дуже пригніченим.
Вранці 1 липня 1916 року під прикриттям авіації та за сильної артилерійської підтримки англо-французи перейшли в атаку. Французька піхота йшла за вогневим валом, піхота Британської імперії атакувала за сприяння вогню батарей по окремих цілях. Однак розвиток подій не відповідав задуму. Німці чинили шалений опір і наступ союзних військ поступово загальмовувався. Просування союзних формувань вглиб німецької оборони тривало вкрай повільно. Через великі втрати, що налічували до 10 липня близько 100 тис. військових, їх наступ було тимчасово призупинено.
Подальші спроби англо-французів наступати не мали значного успіху, тому що опір противника постійно зростав й операція все більше набувала затяжного характеру. Наприкінці липня і в серпні операція на Соммі розвивалася союзниками шляхом проведення розрізнених атак з частковими цілями — поліпшити становище армій, розширити прорив у бік флангів, створити вигідніші умови для нового наступу. Кожній атаці передував шквал артилерійського вогню й удари авіації, але оскільки атаки велися відокремлено, вони мали обмежені результати.
У вересні — жовтні битва на Соммі набула ще більшого розмаху; у боротьбу залучалися нові потужні сили й засоби й навіть новий засіб боротьби — танки. Фронт бойовища перевищив 50 км, але значних результатів союзники так і не здобули. У середині листопада через погану погоду й виснаження ресурсів бої на Соммі припинилися. Виснаження з обох сторін, особливо з боку німецької сторони, досягло межі.
Битва на Соммі тривала близько 4 місяців й стала однією з найбільших операцій кампанії 1916 року і всієї війни. Однак операція не принесла перемоги західним союзникам, позиційний фронт подолано не було. Ціною величезних втрат відвойовано територію площею 240 км2. Французи втратили в битві 341 тис., британці — 453 тис. людей, втрати німців сягали 538 тис. вояків, з них 105 тис. тільки полоненими.

## Кампанія 1917 року

### Загальне становище на 1917 рік

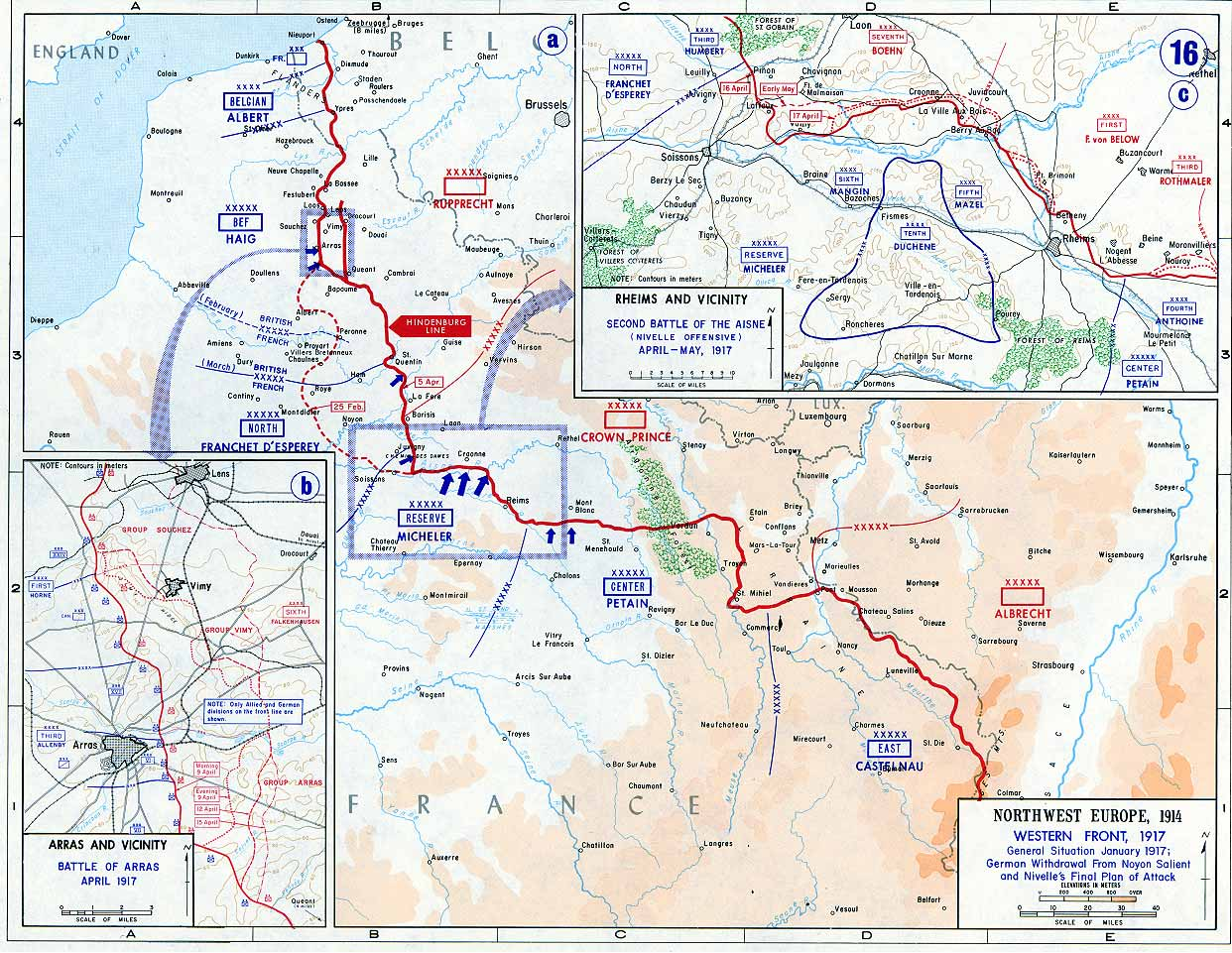
Карта битв на Західному фронті. Кампанія 1917 року

На відміну від стратегів Антанти, які доволі оптимістично дивилися в майбутнє, німецьке верховне командування було серйозно стурбоване перспективою прийдешньої кампанії. Загальне положення країни і стан збройних сил Німеччини не дозволяли навіть думати про якісь наступальні дії та ще й з рішучими цілями, тому німцям не залишалося нічого іншого, як перейти на Західному театрі до стратегічної оборони. Не маючи сил для відбиття наступу, а також враховуючи труднощі утримання зруйнованих артилерією позицій на р. Соммі, німецьке командування відвело свої війська на заздалегідь підготовлену і добре укріплену позицію Гінденбурґа, будівництво якої почалося ще у вересні 1916. Позиція, проходячи по лінії Аррас, Сен-Кантен, Ла-Фер на р. Ену, зрізала Нуайонській виступ і випрямляла фронт німецької оборони. Це давало можливість військами, що вивільнилися, посилити важливу центральну ділянку фронту і поповнити його резерви.
16 березня після тотального спустошення району німецька армія почала відхід на позицію Гінденбурґа. Унаслідок їх відходу на ці рубежі змінилася кардинально обстановка. Намічений союзниками план оточення противника в Нуайонському виступі зірвався, що викликало перегрупування англо-французьких військ і зміну планів на весняну кампанію 1917 року.
На початок квітня 1917 року на Західному фронті війська протиборчих сторін розташовувалися наступним чином. Ділянку від Ніувпорта до Іпра займали 36-й французький корпус і бельгійська армія у складі 6 піхотних і 2 кавалерійських дивізій. Від Іпра до Руа оборонялися 5 британських армій (2-га, 1-ша, 3-тя, 5-та і 4-та), які налічували 62 піхотні дивізії, 2 португальські піхотні дивізії і 5 британських кавалерійських дивізій. Французькі сили складалися з трьох груп армій: Північної (командувач Фердинанд Фош), групи армій Центр (командувач Філіпп Петен), Східної (командувач Луї Франше д'Еспере). Вони включали дев'ять армій: 3-тю, 1-шу, 5-ту, 6-ту, 10-ту, 4-ту, 2-гу, 7-му і 8-му, що розташовувалися на лінії Руа, Суассон, Реймс, Сен-Мієль і далі до швейцарського кордону. Всього союзники мали 179 піхотних дивізій, загальна чисельність яких визначалася в 4 500 тис. осіб.
Німецькі сили розташовувалися так: від моря до Суассона перебувала група армій (4-та, 6-та, 2-га) кронпринца баварського Руппрехта; від Суассона до Вердена — група армій (7-ма, 1-ша, 3-тя) кронпринца німецького; від Вердена до швейцарського кордону — група армій герцога Вюртемберзького Альбрехта. Крім того, в резерві верховного командування перебувало 28 піхотних дивізій; 3 піхотні дивізії прибували зі Східного фронту. З боку Центральних держав сили нараховували 151,5 піхотних дивізій, а загальна чисельність військ визначалася в 2 700 тис. осіб.

### Спроби наступу союзників
9 квітня 1917 року розпочалася друга битва біля Арраса, яка стала найголовнішим наступом об'єднаних британських військ у світовій війні, в якій армії практично усіх британських колоній та метрополії (британські, канадські, австралійські, новозеландські, південно-африканські та ньюфаундленські війська) намагалися прорвати глибокоешелоновану оборону супротивника на північний захід від Реймса.
16 квітня розпочалася наймасштабніша стратегічна наступальна операція військ союзників проти німецької армії на Західному фронті за весь час Першої світової війни, яка отримала назву від імені головнокомандувача французької армії генерала Робера Нівеля. За потужної підтримки артилерії і танків союзним військам вдалося прорвати 2 лінії оборони супротивника, але перед третьою лінією їх просування було зупинене німцями. Наступ тривав у формі повільного «прогризання» оборони й супроводжувався величезними втратами (понад 200 тис. осіб) з боку англо-французьких військ. Цей наступ або «бійня» Нівеля викликала незадоволення у громадськості Франції, повстання і хвилювання в 16 корпусах, які були жорстоко придушені урядом

### Друга битва при Месені
Після провалу квітневого наступу союзники більше не проводили спільних операцій на Західному фронті. Головнокомандувач британської армії фельдмаршал Д. Гейґ намітив власними силами провести операцію біля Месена, яка мала за мету зрізати п'ятнадцятикілометровий виступ імперської армії, який вдавався дугою в ділянку фронту британських військ.
28 травня 1917 почалася артилерійська підготовка, яка не припинялася ні вдень, ні вночі. А 7 червня вночі був влаштований вибух 19 мінних галерей, коли вибухнуло 19 гігантських мін вагою у 23 тонни кожна. У наслідок підриву перша і частково друга лінії окопів німецьких військ були вщент знищені, 10 000 німецьких солдатів загинуло на місці. Деморалізований противник не зміг чинити опору 2-й британській армії, яка захопила в полон 7 200 солдатів і офіцерів.
13 липня 1917, у відповідь на «мінний ефект» британських саперів, німецьке командування влаштувало «сюрприз» для союзників під Іпром — вони вперше застосували нову отруйну речовину — іприт, від якого британські підрозділи втратили 2 143 людини, з них 66 осіб померло.
25 червня перші підрозділи військ Американських експедиційних сил розпочали прибувати до континентальної Франції. Спочатку американське командування запровадило систему бойової підготовки своїх солдатів і лише у жовтні 1917 року перші підрозділи АЕС більш-менш набули готовності до ведення бойових дій. 21 жовтня 1917 року підрозділи 1-ї піхотної дивізії вперше взяли участь у бою проти німецької армії поблизу Нансі в Лоррейні.

### Битва біля Пашендейла

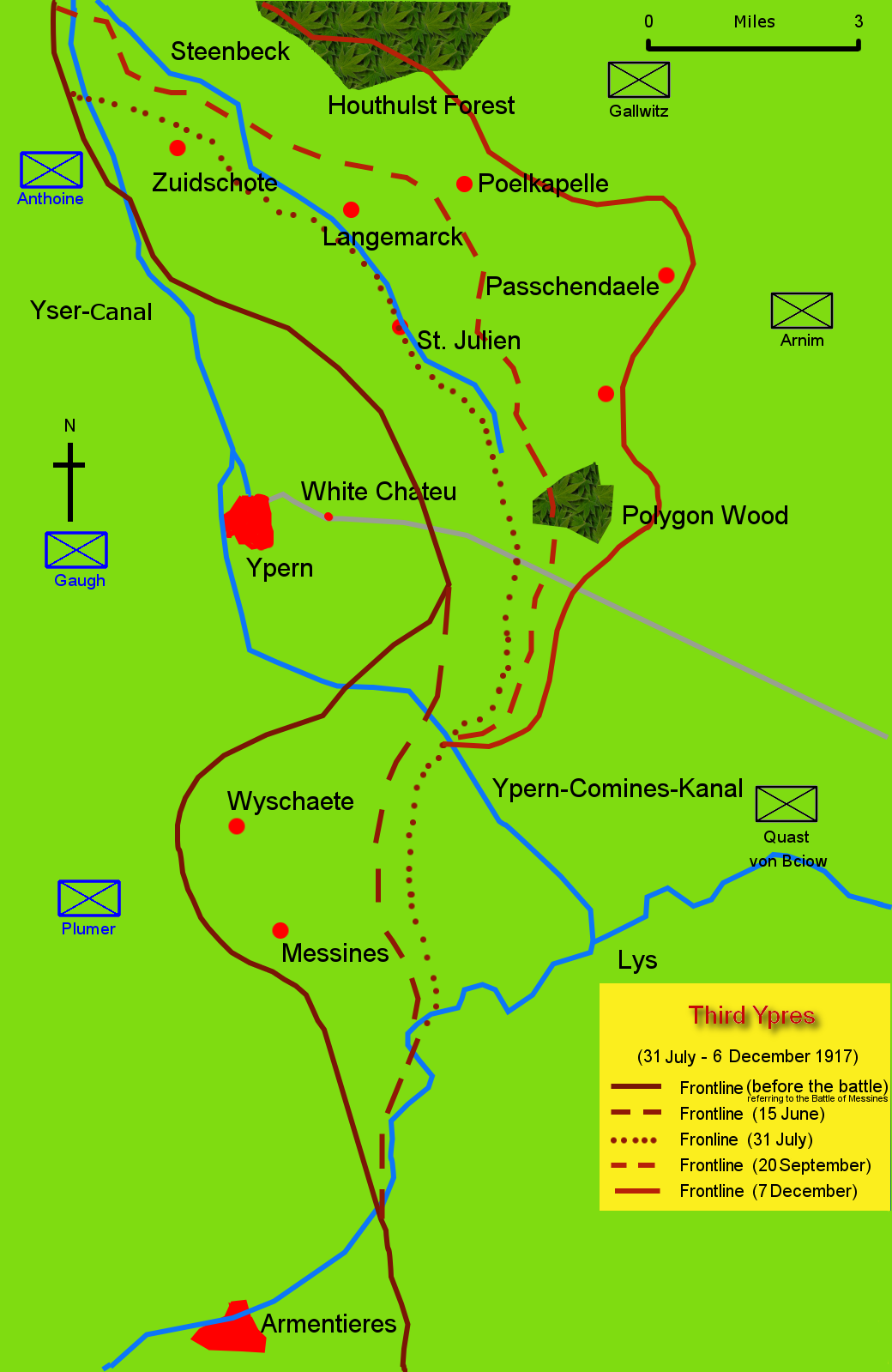
Карта боїв битви біля Пашендейла. Брунатним кольором виділена лінія фронту до початку боїв, червоним — після їх завершення. 11 липня — 6 листопада 1917 року.

11 липня 1917 британські та союзні війська розпочали третю битву біля Іпру, або битву біля Пашендейла, за назвою хребта, за який зав'язалися основні бої. Головним завданням британських військ стало знищення баз німецьких підводних човнів на узбережжі Північного моря та завдання серйозного удару по німецьких планах необмеженої підводної війни. У ході наступу британські війська безліч разів робили спроби прорвати німецький фронт поблизу Пашендейла. Однак їм так і не вдалося прорвати німецький фронт у намічених місцях. Битва завершилася 6 листопада 1917 року, коли канадським військам вдалося захопити село Пашендейль.
Битва біля Пашендейла стала символом солдатського страждання в жахливих умовах. Бої тривали в болотистій місцевості, до того ж літо 1917 видалося холодним та дощовим і війська з обох сторін фактично «потонули в болоті» Пашендейла. Чотиримісячні бойові дії забрала сотні тисяч життів, союзники зазнали великих втрат, зумівши просунутися лише на кілька кілометрів.

### Перша битва біля Камбре
20 листопада вранці британські війська за підтримки танків та артилерії здійснили чергову спробу прорвати фронт оборони німецької армії поблизу Камбре. Неочікувана атака великої кількості танків (близько 400) викликала паніку серед німецьких солдатів. У перші години бою німці втратили більшу кількість позицій та опорних пунктів. До вечора 20 листопада атакуючі війська досягли значних успіхів, захопивши першу та другу лінії німецьких окопів та, просунувшись на 6-8 кілометрів, захопили в полон 8000 німецьких солдатів, 160 офіцерів, 100 одиниць зброї та значну кількість кулеметів, при цьому самі зазнали незначних втрат. Проте, не зумівши скористатися цим успіхом, британці фактично зупинилися. Німці, тим часом, змогли отямитися й організувати контратаки, у наслідок яких британські танкісти почали зазнавати суттєвих втрат серед танків. Як наслідок, піхота відірвалася від танків і вже не могла розраховувати на підтримку з боку танкових підрозділів. Спроба британців розвинути подальші атаки вже не дала значних результатів. До 29 листопада на ділянці прориву ще велися позиційні бойові дії, а до 30 листопада німцям вдалося повністю зупинити просування британських військ.
Перша битва біля Камбре не спричинила якогось помітного впливу на хід війни. Не отримала вона і оперативного розвитку. Але її вплив на мистецтво ведення війни суттєвий. З битвою поблизу Камбре пов'язана поява нових способів і форм ведення збройної боротьби, викликаних масованим застосуванням танків. Отримала подальший розвиток тактика загальновійськового бою, заснована на взаємодії піхоти, артилерії, танків та авіації. Біля Камбре зародилася протитанкова оборона.

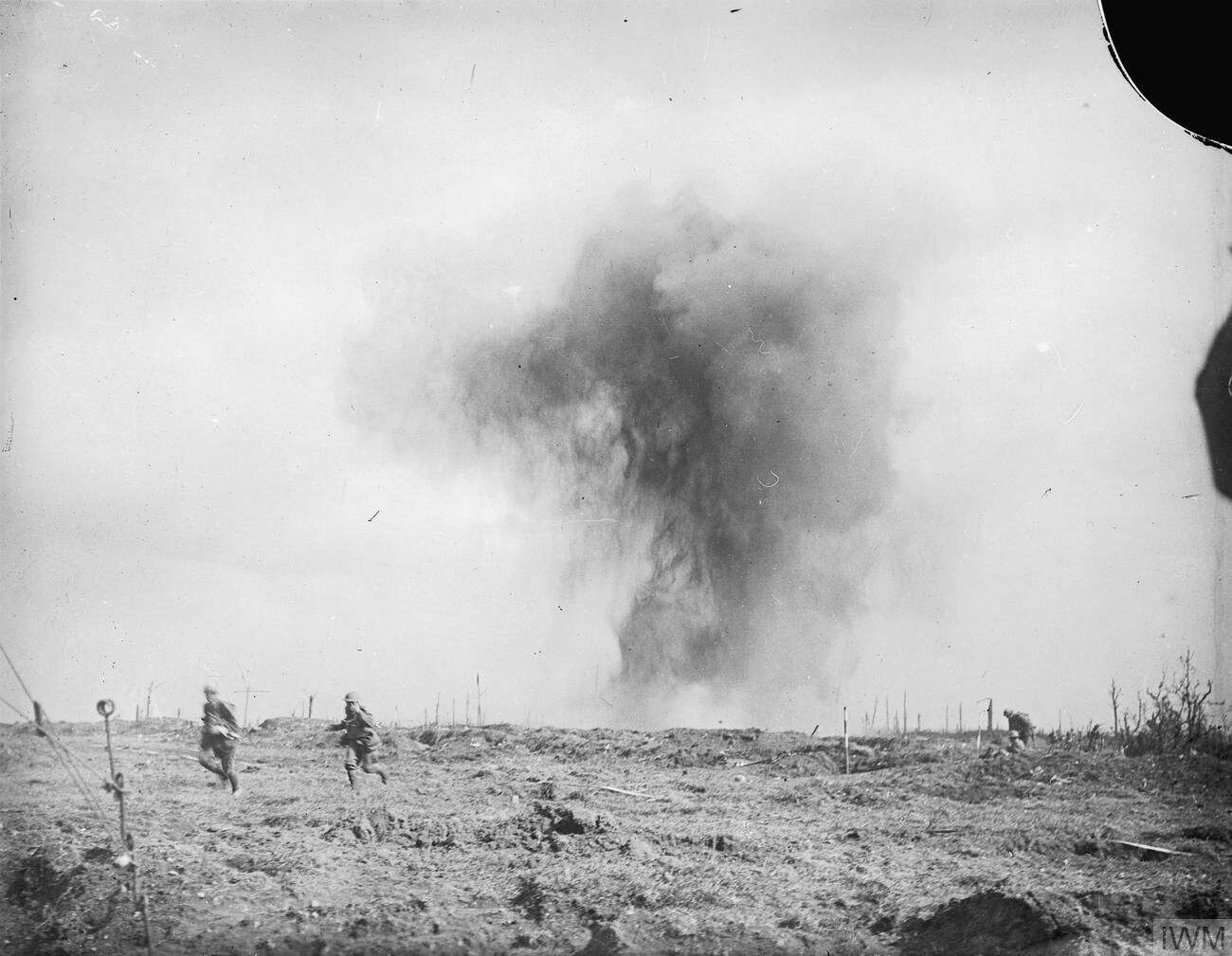
Австралійські солдати 1-ї піхотної дивізії під артилерійським обстрілом противника. Битва біля Пашендейла. 20 вересня 1917 року.

## Кампанія 1918 року

### Загальне становище на 1918 рік

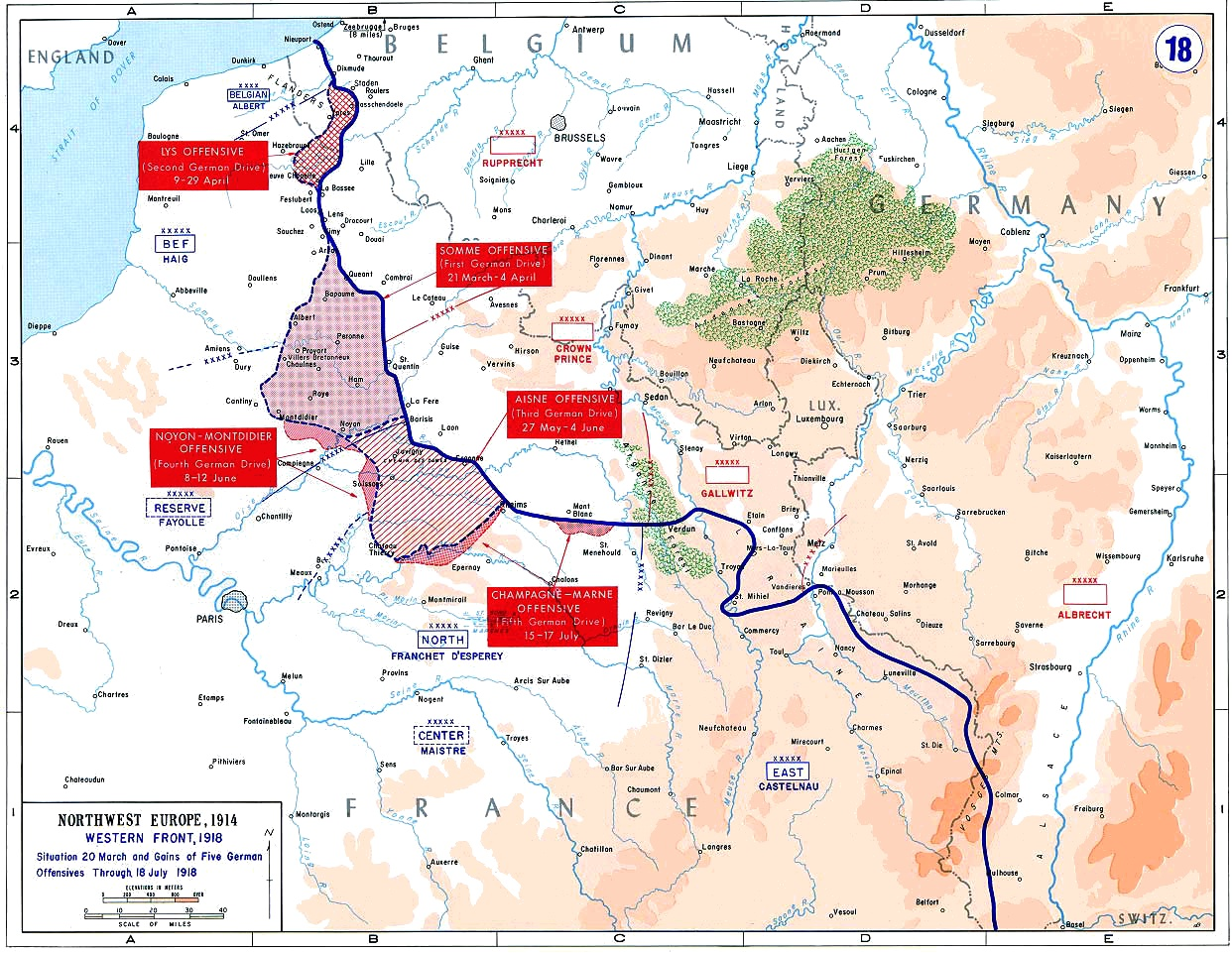
Карта битв на Західному фронті. Кампанія 1918 року (перша половина)

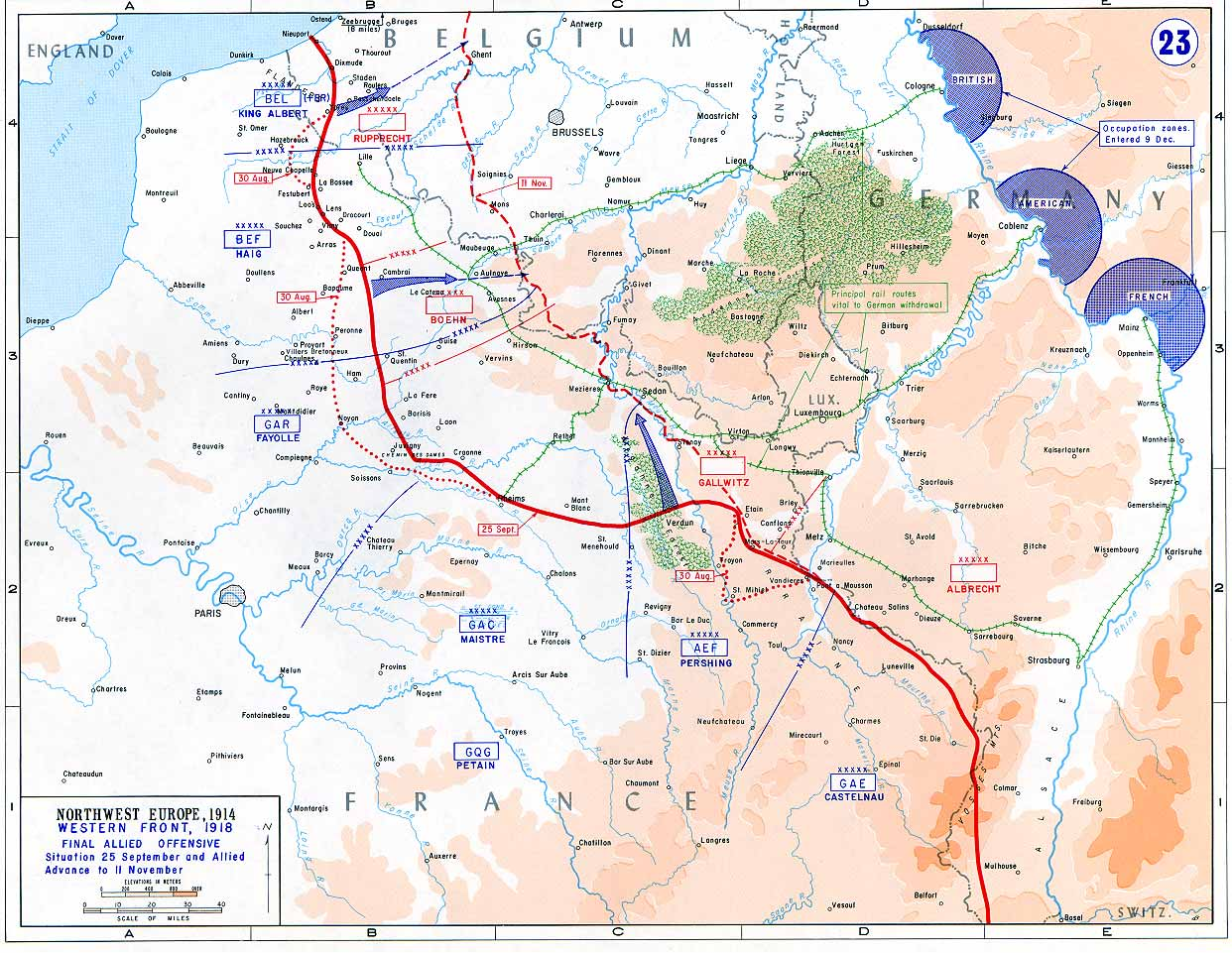
Карта битв на Західному фронті. Кампанія 1918 року (друга половина)

На рубежі 1917—1918 років загальна обстановка на фронтах склалася на користь країн Четверного союзу. Наступальні операції, проведені в 1917 році арміями Антанти на Західному фронті, не дали бажаного результату. З крахом Росії та виходом її з війни Німеччині замість двох головних фронтів протистояв один — Західний. Водночас, Німеччина, майже повністю ізольована від зовнішнього світу, переживала найгострішу економічну кризу. Військова промисловість відчувала гострий дефіцит стратегічної сировини, особливо кольорових металів. Не вистачало кваліфікованих робочих рук. Більше третини працівників на промислових підприємствах країни наприкінці 1917 року становили жінки. У жахливому стані перебував транспорт. Так до початку 1918 року перевезення одного військового ешелону з Східного фронту на Західний тривало 10-12 днів замість 2-3 днів в 1914 році. Майже повністю виснажилися людські ресурси. Німеччина вже не могла поповнювати збройні сили необхідним особовим складом.
Військово-політична обстановка, що склалася на межі 1917—1918 років, спонукала як країни Антанти, так і Центральні держави до якнайшвидшого закінчення війни. Перший генерал-квартирмейстер німецького генерального штабу Е. Людендорф писав наприкінці лютого 1918 року в одній з доповідних записок:
«У нас немає вибору між миром і війною, поки ми потребуємо економічно сильної та спроможної Вітчизни. Але… ми вперше після вторгнення до Франції стоїмо перед необхідністю вибору між наступом і обороною».

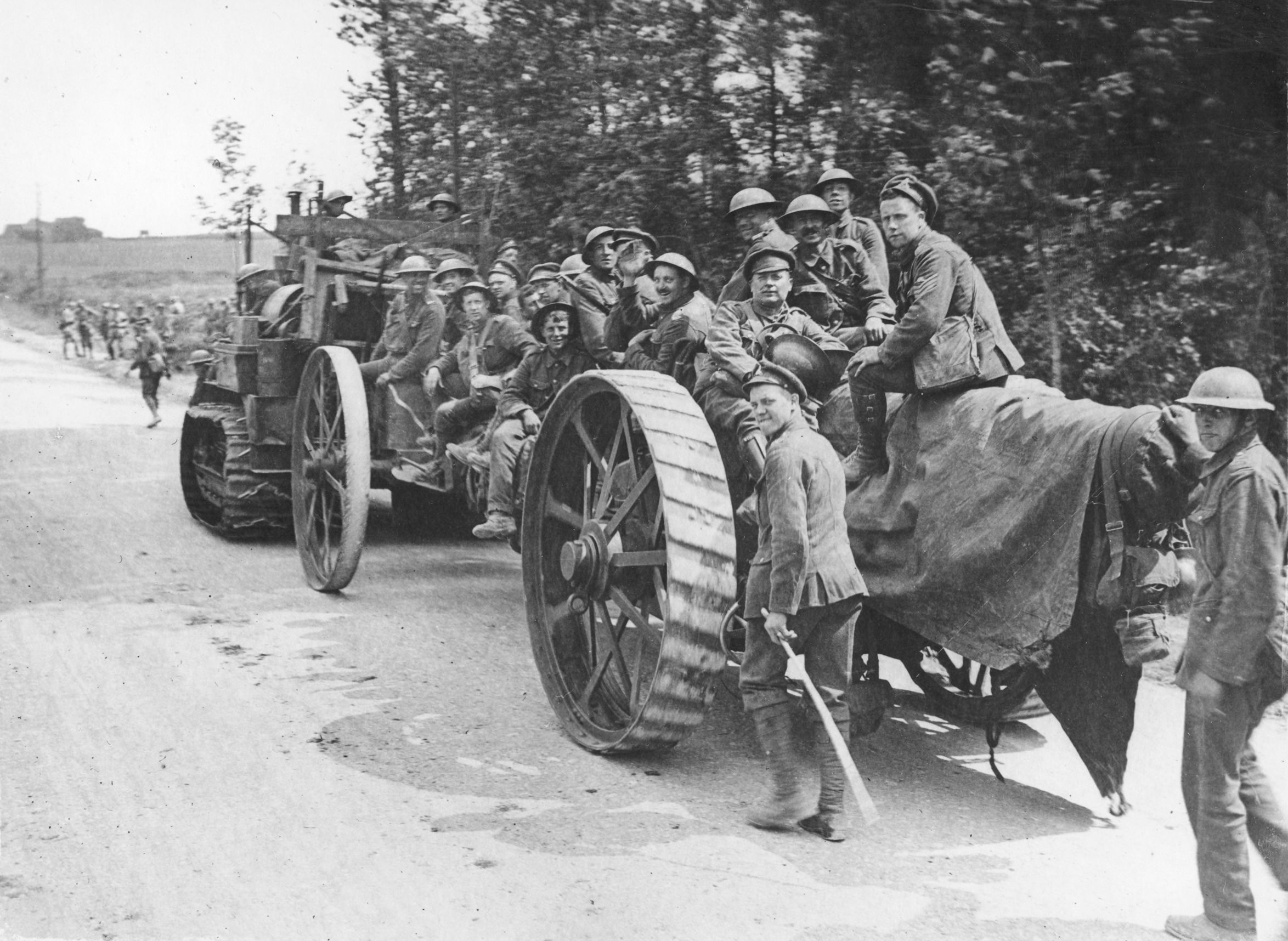
Новозеландська артилерія відступає в тил через наступ німців. Трактором Holt передислокується важка гаубиця BL 8-inch Mk VI. 27 травня 1918 року.

Але на той час німецькі стратеги оцінювали ситуацію, що склалася, як сприятливу для переходу до рішучих дій з метою в короткий термін розтрощити армії Антанти і переможно закінчити війну. 7 січня 1918 року П. Гінденбург писав Вільгельму II:
«Щоб забезпечити собі у світі таке політичне та економічне становище, яке нам необхідно, ми повинні розбити західні держави».
З розгромом російської армії та колапсом Російської держави кайзерівська армія вивільнила колосальну кількість формувань і негайно розпочала перекидання своїх військ зі Східного фронту на Західний. Прагнучи добитися рішучої перемоги над Антантою до прибуття основних сил американської армії, німецьке верховне командування зосередило для наступу на Західному фронті 194,5 дивізії, об'єднані в чотири групи армій. Група армій кронпринца Руппрехта (4-та, 6-та, 17-та і 2-га армії; 83 дивізії) розташовувалася від узбережжя Ла-Маншу до Сен-Кантена; група армій кронпринца Вільгельма (18-та, 7-ма, 1-ша і 3-тя армії; 61 дивізія) — від Сен-Кантена до Аргонну; 5-та армія і армійська група «С» під загальним командуванням Гальвица (24 дивізії) — від Аргонну до Мозеля; група армій герцога Альбрехта (19-та армія, армійські групи «А» і «В»; 26,5 дивізій) — від Мозеля до швейцарського кордону. Загальна чисельність німецьких військ на Західному фронті становила близько 4 млн осіб. Вони мали понад 15 тис. артилерійських гармат, близько 3 тис. літаків і 10 танків.
Їм протистояли сили Антанти, які мали 176 піхотних і 10 кавалерійських дивізій. Від узбережжя до району північніше Іпра оборонялися бельгійські війська під командуванням короля Альберта у складі 12 піхотних і 1 кавалерійської дивізії. Далі до Сен-Кантена і південніше розташовувалися 5-та, 3-тя, 1-ша і 2-га британські армії (60 піхотних і 3 кавалерійські дивізії) під командуванням фельдмаршала Гейґа. Французькі війська (головнокомандувач генерал Петен) налічували 104 піхотні і 6 кавалерійських дивізій, об'єднаних у три групи армій. Північна група армій під командуванням Франше д'Еспере у складі 4-ї, 5-ї і 6-ї армій (42 піхотні дивізії) займала фронт від Сен-Кантена до Вердена, Східна група армій (командувач генерал Кастельно) у складі 56 піхотних дивізій — від Вердена до швейцарського кордону. Крім цього 6 піхотних і 6 кавалерійських дивізій під командуванням генерала Файоля утворювали резервне угруповання, дислоковане на підступах до Парижу в тилу Північної та частково Східної груп армій. Союзні війська налічували близько 5 млн осіб, близько 16 тис. гармат, понад 3 800 літаків і понад 800 танків.

### Весняний наступ
Виходячи з планів на весняну кампанію 1918 року, у німецькій армії йшла посилена підготовка до наступу. Усі дивізії, виділені для наступу, були відведені в тил і відповідно до нових тактичних поглядів на ведення бою пройшли тритижневу підготовку. Основним завданням стало відпрацювання атаки штурмових груп, способів їх руху за вогневим валом, подолання перешкод на полі бою, а також прийомів боротьби з танками противника, питання взаємодії з авіацією, супроводу піхоти артилерією, інженерними військами і частинами зв'язку. Разом з цим, серйозною помилкою німецького командування було те, що воно не зуміло своєчасно оцінити значення танків, відповідно німецька промисловість не змогла вчасно освоїти їхній масовий випуск. На початок наступу на фронт надійшли лише 10 середніх танків моделі A7V.
21 березня 1918 року о 04:40 (на ділянці 17-ї армії о 05:05) раптово у цілковитій темряві німецька артилерія відкрила вогонь по англійських позиціях від Краузіля до Ла-Фера. Після п'яти годин нищівної артилерійської підготовки в атаку під прикриттям вогневого валу пішла глибоко ешелонована німецька піхота.
Протягом п'яти місяців війська кайзера провели 4 головних наступальних операції: «Міхаель», «Джорджетт», «Блюхер-Йорк» та «Гнейзенау». Напрямок головного удару припадав на стик союзних військ, де потужним ударом німці намагалися прорватися через оборонні лінії союзників, обійти британські війська, які тримали фронт від річки Сомми до Ла-Маншу і перемогти британську армію та змусити французів здатися. Інші наступальні операції здійснювалися на другорядних напрямках і мали за мету відволікти війська союзників від головного наступу на річці Соммі.

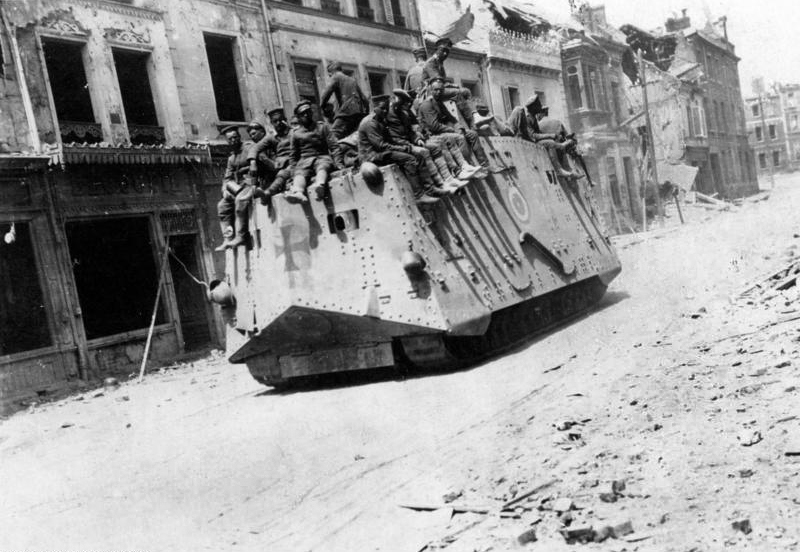
Німецький танк A7V на вулиці французького містечка Руа. 21 березня 1918 року.

Союзники зосереджували свої основні зусилля на утриманні ключових об'єктів, залишаючи більшість території, що була спустошена роками війни, практично без бою та відходячи поступово з рубежу на рубіж.

Британські важкі танки Mark V, оснащені фашинами готуються до прориву оборонних позицій лінії Гінденбурга. 29 вересня 1918 року.

До кінця квітня 1918 року небезпека краху фронту та прориву німців у стратегічну глибину оборони союзних військ минула. Німецька армія зазнала важких втрат і, повністю виснаживши свої власні сили, захопила землі, які не мали стратегічно важливого значення для здобуття вирішальної перемоги у війні та які неможливо було втримати такими виснаженими формуваннями.

### Друга битва на Марні
Результати наступальних операцій німецьких військ у Пікардії, Фландрії і на річці Ена в березні-червні 1918 року не принесли армії Кайзера бажаних результатів, тому після нетривалої перерви німецьке головне командування запланувало провести на Західному фронті нову велику наступальну операцію з рішучими цілями. За планом цієї операції німецькі армії мусили прорвати оборону французів на ділянці Шато-Тьєррі, річка Ена, вийти в тил французьких армій, а потім розвинути удар на Париж. Одночасно, для виманювання союзних сил з Бельгії, Людендорф планував масштабну відволікальну атаку в районі Марни.
Вранці 15 липня частини 1-ї і 3-ї німецьких армій генерала Людендорфа після потужної нічної артилерійської підготовки почали атаку східніше від міста Реймса. Однак французькі війська чинили запеклий опір і німцям вдалося просунутися за один день лише на 8-10 км і форсувати річку Марну. 16 і 17 липня вони відновили наступ, але знову наразилися на сильний опір французьких військ
З ранку 18 липня несподівано для німців перейшли в контрнаступ армії Антанти. Артобстріл розтрощив західний фланг німецької оборони; він змінився загороджувальним вогнем, під прикриттям якого армія Ж.-М. Деготе відразу вирвалася уперед і 18 дивізій першого ешелону 10-ї французької армії Ш. Манже і 321 танк «рено» разом з 1-ю і 2-ю дивізіями американської армії й Марокканською дивізією прорвалися південніше Фонтенуа й рухалися вперед у стрімкому пориві, який дозволив їм просунутися на 5-10 кілометрів вглиб ворожих позицій. До вечора опір зріс, але становище німців перетворилося на критичне.
19 і 20 липня контрнаступ французьких і американських військ продовжувався по всьому фронту від Реймса до Суассона. Створилася загроза оточення усіх німецьких частин на Марні. Тому в ніч на 21 липня німецькі війська, залишивши південний берег Марни, почали з великими втратами відходити до річки Урк, якої досягли 27 липня. 29 липня війська союзників вийшли на лінію Сент-Ефрез, Фер-ан-Тарденуа, Суассон. До 4 серпня німецькі війська відійшли до річок Ена і Вель.

### Стоденний наступ
Німецький весняний наступ, який мав за мету рішучий розгром військ Антанти, не увінчався успіхом, і після другої масштабної битви на берегах Марни в липні 1918 року німецькі війська знову зазнали поразки й перейшли до оборони. Провал останньої спроби наступу на Марні разом з тим означав остаточний крах стратегічного плану німецького верховного командування вивести війну з позиційного тупика і домогтися якщо не перемоги, то хоча б такого успіху, який змусив би Антанту укласти почесний мир. Амбіційні наступальні операції коштували німцям величезних жертв. Вони втратили загиблими, пораненими, полоненими і зниклими безвісти близько мільйона людей. Стратегічна ініціатива була остаточно вирвана з рук німецького командування. Натомість союзні війська спромоглися утриматися, захистити Париж та підготуватися до рішучого контрнаступу по всьому Західному фронтові.
У вирішальній битві на боці Антанти взяли участь англійські, австралійські, індійські, бельгійські, канадські, американські, португальські та французькі війська. Загальний наступ військ союзників ознаменувався битвою при Ам'єні на початку серпня 1918 року.

Загиблий німецький кулеметник поблизу Вілле-деван-Ден. 4 листопада 1918 року.

8 серпня 1918 року о 04:20 союзна артилерія відкрила потужний вогонь по позиціях, командних і спостережних пунктах, вузлах зв'язку та тилових об'єктах 2-ї німецької армії. Одночасно третина артилерії організувала вогневий вал, під прикриттям якого дивізії 4-ї британської армії в супроводі 415 танків рушили в атаку. Раптовість вдалася повною мірою. Англо-французький контрнаступ став цілковитою несподіванкою для німецького командування.
9 серпня наступ союзних військ тривав. У битву повністю вступила 1-ша французька армія, а 10 серпня і 3-тя французька армія. Наступ вівся тепер на всьому фронті від Альбера до р. Уаза, але він розвивався вже повільніше, постійно перетворюючись на бої місцевого значення.
Після Ам'єнської битви війська Антанти розпочали розширення фронту наступу на флангах 4-ї британської, 1-ї та 3-ї французьких армій і витісняти противника на позицію Зігфріда. Поступово в наступ переходило все більше і більше союзних об'єднань.
Вранці 20 серпня 10-та французька армія почала наступ проти 9-ї німецької армії на фронті від Суассона до р. Уаза і до 23 серпня вона просунулася до лінії річок Уаза і Елетт. 21 серпня на півночі бойові дії проти 1-ї німецької армії на 20-кілометровому фронті від Альбера до Арраса почала 3-тя британська армія. До кінця 26 серпня вона вийшла на лінію Брюе—Бапом, просунувшись вперед на 10 км. Того ж дня до наступу приєдналася і 1-ша британська армія, яка наприкінці 29 серпня вийшла на лінію Бюлькур—Дрокур. Наступ союзників змусив німецьке командування почати відведення 17-ї, 2-ї, 18-ї і 9-ї армій на лінію Краузіль—Бапом—Перонн—Нуайон. Таким чином, з 8 по 30 серпня армії Антанти на фронті від Суассона до Арраса протяжністю в 150 км просунулися в центрі до 35 км, а на флангах — на 15-20 км.
30 серпня наступ союзників продовжився спочатку на флангах, а потім і в центрі, маючи на меті не дати німецьким військам закріпитися попереду позиції Зігфрида. У ніч на 3 вересня німецька армія розпочала відхід на позиції на фронті від Арраса до р. Елетт, з яких вони почали весняний наступ.
12 вересня американські війська розпочали першу у своєї історії самостійну наступальну операцію в районі Сен-Мієль. Опір німецьких військ, що перебували у виступі, був незначним. Наступного дня Сен-Мієльський виступ практично ліквідований американськими дивізіями генерала Першинга. 14 і 15 вересня американські частини вступили в зіткнення з новою німецької позицією на рубежі Норуа—Одімон та припинили наступ.

### Загальний наступ Антанти, капітуляція Німеччини
З розгромом німецької армії у літній кампанії в ході Сен-Мієльської операції загальностратегічна обстановка на фронтах світової війни багато в чому покращилась на користь Антанти. Союзникам вдалося досягти рішучої переваги в силах над Німеччиною, становище якої з кожним днем дедалі погіршувався. Ситуація всередині країни загострювалася. У вересні в правлячих колах Німецької імперії вже досить відкрито стали обговорювати загрозу військової катастрофи.
Німецьке командування гарячково направляло всі свої зусилля на організацію та ведення оборони по рубежах лінії Гінденбурга, на яку німецькі армії відійшли у серпні, котра простягалася від р. Ліс по лінії Армантьєр, на захід до Камбре і Сен-Кантена, через Ла-Фер, Беррі-о-Бак, Фім. Потужні оборонні рубежі складалася з декількох ліній, ешелонованих в глибину до 7 км, що насичувалися великою кількістю бетонованих фортифікаційних споруд, ретельно прив'язаних до місцевості і розташованих здебільшого на водних перешкодах, які перешкоджали діям танків.
Тим часом союзне командування дійшло висновку, що склалася сприятлива обстановка, щоб не гаяти час та перейти в загальний наступ восени 1918 році, а не в 1919 році, як це планувалося раніше.

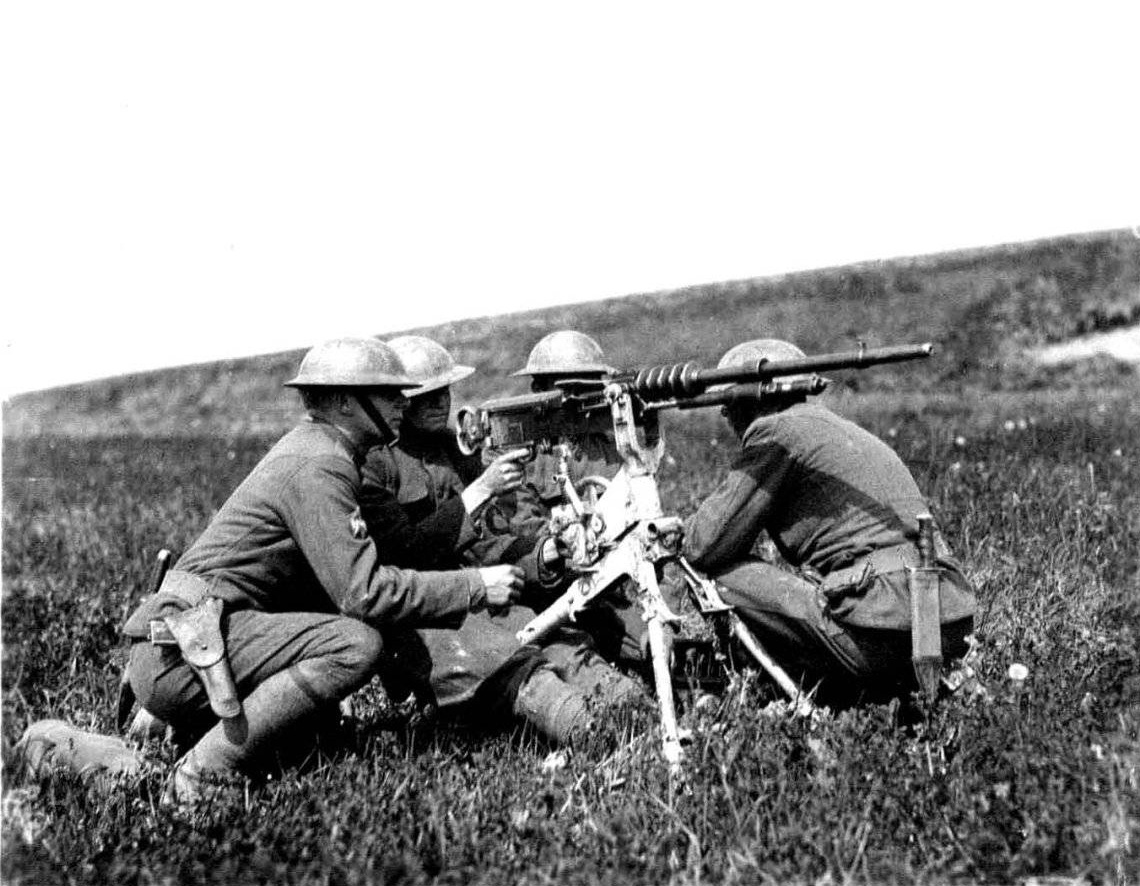
Американська обслуга кулемету Hotchkiss M1914 під час тренувань. Фруассі, 1918 рік.

26 вересня 1918 року після десятигодинної артилерійської підготовки 4-та французька армія, а через п'ять хвилин після тригодинної артпідготовки і 1-ша американська армія під прикриттям вогневого валу і за підтримки літаків і танків почали штурм німецьких позицій на фронті від р. Сюіпп до Маасу протяжністю близько 90 км. Зранку наступного дня після нічного бомбардування почався загальний наступ 1-ї і 3-ї британських армій у районі Камбре. У перший день вони заглибилися в розташування противника на глибину до 6 км.
28 вересня після тригодинної артилерійської підготовки, на північ від р. Ліс почала наступ Фландрська групи армій союзників. 29 вересня південніше 3-ї армії в районі Сен-Кантена і Ла-Фера в наступ перейшли 4-та британська і 1-ша французька армії. На кінець дня 30 вересня лінія Зігфрида була прорвана на 30 км по фронту і на 11 км в глибину. Дезорганізовані німецькі війська під загрозою охоплення з флангів змушені 2 жовтня розпочати відхід з позиції Зігфрида. Бої тривали майже по всій лінії зіткнення сторін. Під ударами союзних військ німецький фронт оборони тріщав по швах. 14 жовтня наступ союзних військ відновився на всьому фронті від моря до Маасу з новою силою. Відступаючи, німецькі війська руйнували все, що було можливо, особливо мости, залізниці і шосейні дороги.
Цей загальний наступ Антанти завдав останнього, смертельного удару німецькій армії. Союзники завдавали удару за ударом. Фронт практично розвалився й подальше утримання кайзерівською армією власних позицій було вже неможливим. Прийдешня катастрофа, різке погіршення становища всередині країни змусили Гінденбурга і Людендорфа офіційно заявити 29 вересня про необхідність укладення перемир'я і створення нового уряду, з яким могла б рахуватися Антанта.
Вранці 6 листопада німецьке командування віддало наказ про відведення військ на останній рубіж перед кордонами імперії — Антверпен-Маасську позицію. Союзники невідступно переслідували противника і до 11 листопада, дня укладення перемир'я, вийшли до цих рубежів, прорвавши їх на південній ділянці.
11 листопада 1918 року о 5:00 ранку за французьким часом умови перемир'я були підписані. О 11 годині пролунали перші постріли артилерійського салюту націй в 101 залп, що сповістили про закінчення Першої світової війни.
| Битва                 | Рік         | Союзники              | Німці                 |
| --------------------- | ----------- | --------------------- | --------------------- |
| Перша битва на Марні  | 1914        | 263 000               | 256 000               |
| Перша Іпрська битва   | 1914        | 58 155                | 46 765                |
| Верденська битва      | 1916        | 315 000 — 542 000     | 281 000 — 434 000     |
| Битва на Соммі        | 1916        | 623 907               | 237 000 — 500 000     |
| Друга битва на Ені    | 1917        | 187 000               | 163 000               |
| Битва біля Пашендейла | 1917        | 200 000 — 448 614     | 217 000 — 410 000     |
| Весняний наступ       | 1918        | 851 374               | 688 341               |
| Стоденний наступ      | 1918        | 1 069 636             | 1 172 075             |
| Загалом:              | 1914 — 1918 | 3 568 072 — 4 043 686 | 3 061 181 — 3 670 181 |

### Підсумки кампанії 1918 року
Кампанія 1918 року досягла найбільшого розмаху і напруженості на Західному фронті. Військові дії тривали майже безперервно протягом 235 днів з 21 березня по 11 листопада. На фронті протяжністю в 400 км зіткнулися 6 млн військових. Німецькі армії протягом 119 днів з 21 березня по 17 липня провели п'ять наступальних операцій, в яких взяли участь 254 німецькі піхотні дивізії і 272 союзні дивізії. Союзники наступали протягом 116 днів —18 липня по 11 листопада.
Наступальні операції німецьких армій не привели до досягнення стратегічної мети — розгрому збройних сил Антанти. Німецьке командування не зуміло правильно використати ті сили, які мали в своєму розпорядженні. Країни Антанти у першій половині кампанії дотримувалися оборонного способу дій.
У другій половині кампанії, коли союзники перейшли в наступ, вони на відміну від противника застосували систему безперервних ударів. Кожна наступна операція починалася ще до завершення попередньої. Таким чином, операції слідували одна за одною без тимчасових інтервалів і фронт наступу послідовно розширювався. Противник, не маючи достатньо сил і часу, щоб маневрувати резервами, був змушений залишати одну позицію за іншою і відступати вглиб.
Найважливішим підсумком кампанії 1918 року стало поразка і капітуляція Німеччини та її союзників.

## Закінчення
Основні бойові дії Першої світової війни 1914—1918 роках по суті розпочалися та завершилися на Західному фронті. Не зважаючи на міць Німеччини та її успіхи у Західній Європі в перші роки конфлікту, кайзеру не вдалося досягти здійснення своїх планів переділу світу і завоювання світового панування. Перемога у війні виявилася на боці Антанти.
18 січня 1919 року у Версальському палаці розпочалася конференція союзних країн з післявоєнного мирного врегулювання. Згідно зі статтями 27—117 Німеччина повертала Франції відторгнуті у неї в 1871 Ельзас і Лотарингію. Крім того, у володіння Франції переходили вугільні копальні Саарського басейну, а сама Саарська область надходила на п'ятнадцять років під управління Ліги націй. Після закінчення терміну тут передбачалося проведення плебісциту з питання про державну приналежність. Бельгія отримувала округи Ойпен, Мальмеді і Морень. Крім того, вся німецька частина лівобережжя Рейну та смуга правого берега шириною 50 км підлягали демілітаризації і переходили під контроль переможців.
Великий вплив справила війна на розвиток збройних сил, їх видів і родів військ, зокрема саме на Західному фронті. Характерною рисою стало насичення армій у величезній кількості різною бойовою технікою. Істотні зміни відбулися у співвідношенні родів військ. Основним з них продовжувала залишатися піхота. Хоча питома вага її скоротилася приблизно на 20 %, зате вогнева міць зросла в 2—3 рази. На озброєння піхоти у великій кількості надійшли кулемети, малокаліберні гармати, міномети, ручні і рушничні гранати.
Артилерія зберегла і зміцнила своє значення як головний вогневий ударний засіб. Питома вага її у складі збройних сил за роки війни зросла більш ніж у півтора рази. Втрати на полі бою наносилися переважно вогнем артилерії. Вони становили 75 %, а від гвинтівково-кулеметного вогню — всього 15—20 %. У минулих війнах відсоток втрат від вогню артилерії не перевищував 20 %. Артилерія розвивалася і якісно за рахунок удосконалення старої матеріальної частини та прийняття на озброєння нових зразків. Далекобійність артилерії зросла на 15-30 % і для основних артилерійських систем перевищувала вже 10 км. З'явилися окремі зразки наддалекобійної артилерії, яка стріляла на 100 км і більше.
Армії всіх держав вступили у війну з досить численною кіннотою. Проте поява у військах великої кількості різних вогневих засобів (кулеметів, мінометів, артилерії тощо) призвела до того, що значення цього найстародавнішого роду військ поступово знизилося. Чисельність кінноти на полі бою помітно зменшилася.
Підвищилася роль інженерних військ, які виросли в 1,5—2 рази. Зародилися і отримали розвиток нові роди військ — бронетанкові та хімічні.
Авіація до початку війни була у мізерному складі в лавах збройних сил сторін, кількість літаків спочатку становила близько 1 тис. апаратів, а їх технічний стан недосконалий. Але, авіаційний парк швидко зростав. До кінця війни її учасники мали у строю 10 131 літак. Із засобів розвідки і зв'язку авіація перетворилася на самостійний рід військ, здатний виконувати найрізноманітніші завдання щодо забезпечення бойових дій наземних військ. У Першій світовій війні застосовувалися дирижаблі та аеростати. Дирижаблі використовувалися усіма сторонами для нальотів на глибокі тили супротивника.
Широке застосування авіації на війні призвела до виникнення і розвитку військової протиповітряної оборони (ППО). Зародилася протиповітряна оборона адміністративних, промислових центрів і окремих районів театру воєнних дій.
Ускладнювалася тактика наступального і оборонного бою. Весь його тягар лягав на плечі піхоти, могутньою зброєю якої стали кулемети, особливо в оборонному бою: атакуючі не в силах були подолати їх вогонь; кулемет панував на полі бою. Загальновійськовий бій становив складну форму бойових дій піхоти у взаємодії з артилерією, основним завданням якої була підтримка дій піхоти.